# Тула
Ту́ла — город в России, административный центр Тульской области и городского округа Тула. Город-герой (c 1976 года). Расположена на севере Среднерусской возвышенности на берегу реки Упы, в 170 километрах к югу от Москвы.
Тула впервые упоминается в Никоновской летописи XVI века под 1146 годом. На территории Тулы имеется более 300 объектов культурного наследия: это памятники архитектуры и градостроительства, истории, археологии, произведения монументального искусства.
Тула широко известна тремя «ремёслами» своих жителей — производством оружия, самоваров и пряников — корни которых уходят глубоко в историю города. Каждое из них представлено в Туле соответствующим музеем: Музеем оружия, Музеем самоваров и Музеем тульского пряника. Также одной из «визитных карточек» Тулы является Тульский кремль — древнейшее сооружение города, памятник архитектуры XVI века. В 14 км к юго-западу от Тулы располагается дом-музей Льва Николаевича Толстого в Ясной Поляне.
Тула относится к числу наиболее экономически развитых городов России, является крупным промышленным, научным и культурным центром, важным железнодорожным узлом, с численностью проживающих — 479105 человек (2019), в границах городского округа — 546896 человек (2019). Плотность населения — 3432 человека на 1 км². Полицентрическая Тульско-Новомосковская агломерация насчитывает около 1 млн человек. Территорию города пересекают или проходят в непосредственной близости автомобильные дороги федерального значения: Москва — Крым (М-2), Калуга — Тула — Михайлов — Рязань (Р-132), и крупные железнодорожные магистрали Москва — Донбасс, Тула — Козельск, связывающие Тулу с другими регионами России и странами ближнего и дальнего зарубежья. От города расходятся железные дороги на Москву, Орёл, Калугу, Узловую, Козельск.
По итогам проводившегося в 2014 году Всероссийского конкурса на звание «Самого благоустроенного городского (сельского) поселения России» Тула заняла третье место в категории «Городские поселения (городские округа), являющиеся административными центрами (столицами) субъектов Российской Федерации»[значимость факта?].

## Этимология
Город был основан при впадении в Упу реки Тула (позднейшая Тулка, Тулица). Одной из ранних попыток объяснить происхождение топонима была гипотеза Владимира Даля. В своём словаре он объяснял слово «Тула» так: «Тула — скрытное, недоступное место, затулье, притулье для защиты, приюта, или для заточенья. С этим может быть в связи названье города». С этой гипотезой согласен и Макс Фасмер.
Поскольку название реки «Упа» безусловно балтийское (сравните лит. ùpė, upìs, upỹs, латыш. upe «река, ручей»), её приток Тула также может иметь балтийское происхождение, о чём говорит ряд параллелей в литовской топонимии: река Tule, болото Tulis, поле Tulyte, луг Tulejos, долина Tulia и т. п. Но при этом гидроним «Тула» имеет сходные параллели на финно-угорском севере России: река Тула (бассейн Вятки), река Тулокса (бассейн Ладожского озера), река Тула и озеро Тулос (Карелия), река Тулома (Кольский полуостров). Также может усматриваться сходство гидронима «Тула» с тюркскими названиями: тув. тулаа «болото», «топь», хак. тул «рыба», хак. тула «болотная кочка», шорск. тула «запрудить воду», есть река Тула (приток Оби, в Новосибирске), которая имеет своим истоком болота.
История слога -*tul- (и его фонетические варианты: слоги -*tal-/-*tol-/-*tl-) прослеживается филологом Элизой Фёдоровной Молиной со времен хеттов, у которых было слово -*tul- — «колодец». На языке носителей цивилизации Шумер слог -*tul- обозначал «море». Все вышеперечисленные названия из разных языковых семей, содержащие протослог -*tul- (и его фонетические варианты), объединяет одна общая сема — «вода» или какая-то связь с водой/жидкостью, то есть древнейшая звуковая основа -*tl-, акустически передающая понятие воды и все связанные с ней смежные понятия.

## Физико-географическая характеристика

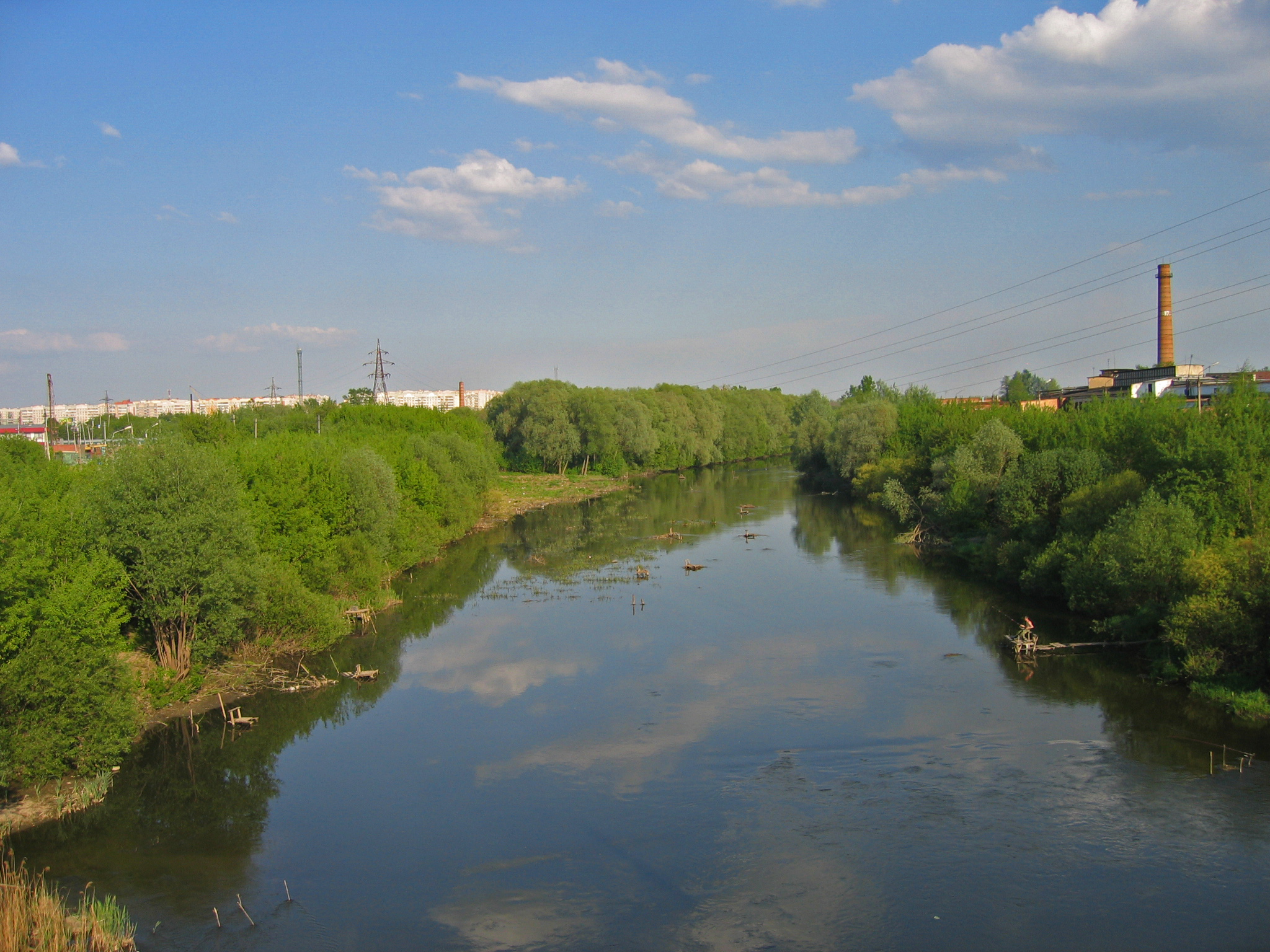
Река Упа

### Гидрография
Главная водная артерия Тулы — река Упа, правый приток Оки. На территории города в неё впадает три притока: Тулица, Воронка и Бежка. Вся растительность Тулы высажена искусственно, среди деревьев преобладают липы, тополя, берёзы, клёны, ясени, дубы, каштаны и лиственницы. В пригородах имеются большие лесные зоны, которые являются остатками засек, посаженных в XVI—XVII веках в стратегических целях.

### Часовой пояс
Тула находится в часовой зоне МСК (московское время). Смещение применяемого времени относительно UTC составляет +3:00.
В соответствии с применяемым временем и географической долготой средний солнечный полдень в Туле наступает в 12:30.

### Климат
Климат Тулы умеренно континентальный, с чётко выраженными сезонами, характеризуется тёплым, продолжительным летом и умеренно-холодной зимой с частыми оттепелями. Согласно данным наблюдений в период 1981—2010 годов, средняя температура июля +19,1 °C, февраля −7,5 °C. В последние десятилетия отчётливо заметна тенденция к более тёплым и мягким зимам. Среднегодовая температура в городе за период 1981—2010 годов составляла +5.6 °C. Годовая норма осадков 500—700 мм, из них на лето приходится около 220 мм, на осень порядка 160 мм, на зиму и весну 120 и 110 мм соответственно. Основное направление ветров — южное, западное и юго-западное. В силу изменения климата, господствующего по всему миру, климат Тулы также меняется в сторону потепления (в среднем за 20 лет на 0,5 градуса), что и видно в приведённых ниже таблицах с климатическими нормами. Нормальное атмосферное давление для Тульской области — 740—742 мм ртутного столба.
Абсолютный температурный максимум был установлен в Туле 6 августа 2010 года, в период аномальной жары в центральной России, и составил +39,2 °C.
Самая низкая температура за весь период наблюдения была зафиксирована в городе 17 января 1940 года, составив −42 °C.
| Показатель                        | Янв.  | Фев.  | Март | Апр. | Май  | Июнь | Июль | Авг. | Сен. | Окт. | Нояб. | Дек. | Год  |
| --------------------------------- | ----- | ----- | ---- | ---- | ---- | ---- | ---- | ---- | ---- | ---- | ----- | ---- | ---- |
| Средний суточный максимум, °C     | −6,1  | −3,8  | 1,8  | 12,0 | 20,8 | 23,1 | 26,1 | 24,7 | 17,7 | 8,6  | 2,6   | −2,1 | 10,5 |
| Средняя температура, °C           | −8,3  | −6,6  | −1,8 | 6,9  | 15,0 | 17,7 | 20,5 | 18,9 | 13,1 | 5,5  | 0,8   | −3,8 | 6,5  |
| Средний суточный минимум, °C      | −10,6 | −9,4  | −5,4 | 1,9  | 9,0  | 12,3 | 14,9 | 13,1 | 8,5  | 2,6  | −1    | −6,1 | 2,5  |
| Норма осадков, мм                 | 41    | 125,7 | 38,3 | 39   | 52,7 | 65,8 | 64,1 | 53,4 | 72,7 | 51,2 | 41,8  | 51   | 697  |
| Источник: www.weatheronline.co.uk |       |       |      |      |      |      |      |      |      |      |       |      |      |

| Показатель                    | Янв.  | Фев. | Март | Апр. | Май  | Июнь | Июль | Авг. | Сен. | Окт. | Нояб. | Дек. | Год |
| ----------------------------- | ----- | ---- | ---- | ---- | ---- | ---- | ---- | ---- | ---- | ---- | ----- | ---- | --- |
| Средний суточный максимум, °C | −4,2  | −4,1 | 2,0  | 11,7 | 19,2 | 22,6 | 24,7 | 23,0 | 16,7 | 9,3  | 0,9   | −3,3 | 9,9 |
| Средняя температура, °C       | −6,9  | −7,5 | −1,8 | 6,6  | 13,5 | 17,1 | 19,1 | 17,2 | 11,5 | 5,6  | −1,4  | −5,7 | 5,6 |
| Средний суточный минимум, °C  | −10,1 | −11  | −5,8 | 1,8  | 7,5  | 11,5 | 13,7 | 11,9 | 6,8  | 2,1  | −3,9  | −8,5 | 1,3 |
| Норма осадков, мм             | 42    | 35   | 30   | 40   | 43   | 76   | 79   | 66   | 59   | 57   | 42    | 44   | 614 |
| Источник: Погода и климат     |       |      |      |      |      |      |      |      |      |      |       |      |     |

| Показатель                    | Янв.  | Фев.  | Март  | Апр. | Май  | Июнь | Июль | Авг. | Сен. | Окт. | Нояб. | Дек. | Год   |
| ----------------------------- | ----- | ----- | ----- | ---- | ---- | ---- | ---- | ---- | ---- | ---- | ----- | ---- | ----- |
| Абсолютный максимум, °C       | 7,0   | 7,3   | 19,0  | 29,0 | 33,2 | 35,0 | 39,0 | 39,2 | 30,0 | 23,6 | 16,9  | 9,3  | 39,2  |
| Средний суточный максимум, °C | −5,6  | −4,7  | 1,3   | 11,0 | 18,5 | 22,1 | 24,2 | 22,6 | 16,6 | 8,9  | 0,9   | −3,5 | 9,2   |
| Средняя температура, °C       | −8,4  | −8,2  | −2,3  | 6,5  | 13,2 | 16,8 | 18,9 | 17,1 | 11,5 | 5,3  | −1,4  | −5,8 | 5,1   |
| Средний суточный минимум, °C  | −11,7 | −12,1 | −6,1  | 1,7  | 7,3  | 11,1 | 13,4 | 11,6 | 6,7  | 1,8  | −3,9  | −8,6 | 0,8   |
| Абсолютный минимум, °C        | −42   | −38   | −32,2 | −19  | −4,3 | 1,9  | 4    | −1,1 | −6,8 | −13  | −26,3 | −37  | −42   |
| Норма осадков, мм             | 51,5  | 32    | 32,8  | 40,7 | 55,2 | 84,5 | 83,4 | 88,7 | 55,8 | 75,2 | 48,8  | 41,5 | 690,1 |
| Источник: и Climatebase.ru    |       |       |       |      |      |      |      |      |      |      |       |      |       |

| Показатель                           | Янв.  | Фев. | Март | Апр. | Май  | Июнь | Июль | Авг. | Сен. | Окт. | Нояб. | Дек. | Год |
| ------------------------------------ | ----- | ---- | ---- | ---- | ---- | ---- | ---- | ---- | ---- | ---- | ----- | ---- | --- |
| Средний суточный максимум, °C        | −6    | −4,5 | 0,7  | 10,6 | 19,2 | 22,3 | 23,6 | 22,4 | 16,5 | 9,2  | 1,4   | −3,1 | 9,4 |
| Средняя температура, °C              | −9,3  | −8,2 | −2,8 | 6,2  | 13,4 | 16,8 | 18,4 | 17,0 | 11,7 | 5,6  | −1    | −5,9 | 5,2 |
| Средний суточный минимум, °C         | −12,6 | −12  | −6,4 | 1,9  | 7,6  | 11,3 | 13,2 | 11,6 | 6,9  | 2,0  | −3,5  | −8,8 | 0,9 |
| Норма осадков, мм                    | 36    | 30   | 31   | 41   | 46   | 73   | 86   | 65   | 55   | 46   | 46    | 46   | 601 |
| Источник: сайт Гидрометцентра России |       |      |      |      |      |      |      |      |      |      |       |      |     |

## История

### Древнейшая история
Тула является одним из старейших городов России. Издревле этот край населяли славянские племена вятичей. Об этом свидетельствует множество сохранившихся до наших дней курганов и городищ. Вятичи занимались тем же, чем и многие их современники: возделывали землю, занимались ремеслом, торговлей. В течение первых столетий своего существования Тула ничем не отличалась от других населённых мест этого края. Это было небольшое, огороженное частоколом поселение — острог, расположенный на островке при слиянии рек Упы и Тулицы.
Тула впервые упоминается в Никоновской летописи XII века под 1146 годом. Летописец, описывая военные действия 1146 года в своей летописи, сообщает:

Они же вси поидоша на князя Святослава Олговича, он же побеже и от того своего града Корачева въ Вятичи… А князь велики Святославъ Олговичь иде къ Козелску, и изъ Козелска иде къ Дедославлю… Князь же Святославъ Олговичь иде в Рязань, и бывъ во Мченске, и въ Туле, и въ Дубке на Дону, и въ Елце и въ Пронске, и приде въ Рязань на Оку, и поиде вверхъ по Оке, и пребывъ во граде Осетре… а Святославъ иде вверхъ по Оке реце, и пришедъ ста на усть Поротвы I реки въ Любинце Омосове, и пребывъ ту мысляше ити къ Колотску.— 
Из летописи следует, что в середине XII века поселение Тула уже существовало. Однако дата его фактического основания остаётся неизвестной. 1146 год, как дата первого упоминания Тулы в Никоновской летописи, оказался внесённым в Устав города, который был утверждён на общегородском референдуме. Эту дату также признавали историки первой половины XIX века: Иван Сахаров, Иван Афремов, и даже последователь критической школы Николай Андреев. В 1996 году в защиту этой даты также выступил тульский краевед Вячеслав Боть.
Несмотря на это, Никоновская летопись составлена в XVI веке и не может служить полноценным основанием для реконструкции событий XII века. По мнению ряда историков, упоминание Тулы под 1146 годом является позднейшей вставкой летописца XVI века, что убедительно доказано трудами Арсения Насонова, Бориса Клосса, Вадима Егорова, Николая Фомина. Но и они не отрицают существования какого-то поселения на «старом городище», о котором упоминается в писцовых книгах, при впадении в Упу речки Тулицы. В своих работах А. Н. Насонов предполагал, что данная вставка в летопись вносилась в интересах рязанских князей. Однако Павел Русаков в своих трудах показал, что в рассказе 1146 года рязанский князь упомянут только один раз вскользь, следовательно, его интересы здесь не могли быть представлены. Кроме того, в 20-е годы XVI века, когда создавалась Никоновская летопись, независимых рязанских князей уже не было. Поэтому вероятнее всего представляется, что данные вставки и редакционные правки преследовали своей целью обосновать историческими примерами претензии Рязанской епископской кафедры на обладание городами и землями Тульского края. На обладание ими претендовали епископы Коломенский, а также Сарский и Подонский.
Первое же достоверное упоминание Тулы содержится в договорной грамоте 1381 года великого князя Московского Дмитрия Ивановича с великим князем Рязанским Олегом Ивановичем в связи с её принадлежностью к владениям царицы Тайдулы, где она именовалась «местом», то есть довольно большим поселением городского типа, но без стен, то есть без собственно «города». Исторически сложившаяся зависимость Тулы от Рязанского княжества даёт возможность предположить, что основание Тулы было задумано именно удельными рязанскими князьями, которые и поставили дубовый острог, или городище, в месте впадения Тулицы в реку Упу. Поселение было предназначено для воинской стражи, а также для сбора дани с местных вятичей, чьи поселения терялись в густых лесах. По мнению ряда исследователей Тула XIV—XV веков располагалась в бассейне реки Синетулица, где находится Торховское городище. Множество сделанных там находок говорят о существовании на этом месте древнерусского города в XIV веке, прекратившего существование в XV веке, а в XVI веке вновь ожившего. Упоминаемое в летописях «старое городище» Тулы, где был поставлен первый деревянный кремль, ряд исследователей также связывают с Торховским городищем.

### Стратегическое значение Тулы
Исключительно важное оборонительное значение Тулы было связано с её расположением на подверженной набегам крымских татар южной окраине тогдашнего русского государства. Важным фактором было и соседство с Верхней Окой, где в то время проходила граница с Литвой. Это заставляло постоянно заботиться об укреплении Тулы как ключевого пункта обороны.
В 1503 году Тула была присоединена к Великому княжеству Московскому, и в 1514—1521 годах там был построен «град камен» — кремль на левом берегу реки Упы, который стал ядром развивавшегося города, центром засечной черты. В 1552 году Тула выдержала осаду 30-тысячного войска крымского хана Девлета I Гирея, который пытался помешать походу войск царя Ивана Грозного на Казань. Руководил обороной города тульский воевода князь Г.И. Темкин-Ростовский.
В 1565 году, после того как царь Иван Грозный разделил Русское государство на опричнину и земщину, город вошёл в состав последней.
В начале XVII века город оказался в самой гуще бурных событий и потрясений «смутного времени». Захвативший Тулу в 1605 году Лжедмитрий I ожидал здесь падения Москвы. В 1606 году в городе поднимает восстание против царя Василия Шуйского мелкое служилое дворянство. В 1607 году Тулу охватило восстание под предводительством Ивана Болотникова, в конце которого она стала главной базой восставших. В марте 1607 года им удалось разбить под Тулой войска князя Ивана Воротынского, однако некоторое время спустя началась четырёхмесячная осада города (с июня по октябрь 1607 года). Царские войска двадцать раз штурмовали стены кремля, обстреливая его с двух сторон, но, несмотря на превосходство сил, так и не сумели взять Тулу. Чтобы ускорить сдачу города, было решено создать затопление, запрудив реку Упу. В стане обороняющихся начался голод, наступили холода. Василий Шуйский не сумел подавить восстание силовым путём и пошёл на обман, заверив Ивана Болотникова, что жизнь восставшим будет сохранена. Однако царь не сдержал своё обещание, в марте 1608 года Болотников был арестован и позже казнён. В 1608 году в Туле появился новый Лжедмитрий («тушинский вор»). В 1611—12 годах туляки участвовали в общенародной борьбе против поляков, которая завершилась освобождением Москвы.

### Оружейное дело в Туле
К середине XVII века, когда укреплённая граница Российского государства отодвинулась на юг, Тула из города-крепости постепенно превращается в торгово-промышленный центр. Развитие традиционного для города кузнечного ремесла поощрялось московскими государями, нуждавшимися в собственной железоделательной и ружейной промышленности.
Началом казённого ружейного дела можно считать 1595 год, когда царь Фёдор Иванович, освободив тульских «самопальных» кузнецов от податей и земских повинностей, обязал их изготавливать казённое оружие. Первые железоделательные заводы были построены голландцем А. Д. Виниусом в 15 верстах от Тулы, в селе Торхово на реке Тулица. В дальнейшем компаньонами А. Виниуса, П. Марселиусом и Ф. Акемой, близ Тулы были открыты новые заводы, производившие не только военные, но и хозяйственные металлические изделия. С конца XVII века железоделательное производство Тулы переходит в руки предприимчивого и искусного оружейника Никиты Демидова. Вслед за Демидовым создают собственные заводы Баташевы, Мосоловы и др.
В начале XVIII века ремесленное производство оружия сменяется заводским. По указу Петра I в 1712 году в Туле сооружается первый в стране государственный оружейный завод. Тула становится признанным центром производства оружия и металлических изделий, которые имели сбыт по всей России. С 1797 года Тула — центр губернии.
В Отечественную войну 1812 года Тула внесла значительный вклад в разгром наполеоновских войск. Он определялся не только поставкой оружия (в 1812—14 годах оружейники города поставили действующей армии 600 тысяч ружей), но и активным участием в боевых действиях в составе регулярной армии и народного ополчения. Тульские ополченцы прошли с боями через всю Европу, и в составе русской армии вступили в Париж в марте 1814 года.
После окончания войны на тульских оружейных заводах произошёл спад, что привело к возникновению новых видов производств. Самовары и гармони, созданные руками тульских умельцев, быстро завоевали мировую известность, и, наряду с изготовлением оружия, надолго определили особую специализацию тульской промышленности. Баташевские самовары стали синонимом самоваров высочайшего класса.

### Тула в XIX—XX веках
В конце XIX — начале XX века в Туле появились новые крупные предприятия металлургической, металлообрабатывающей, военной и сахарной промышленности, которые вместе с реконструированным в 1870—1873 годах оружейным заводом стояли в одном ряду с крупнейшими промышленными предприятиями России. Одновременно с крупной развивалась и кустарная промышленность — скобяная, самоварная, гармонная, пряничное производство. В слободе Большие Гончары был распространён гончарный промысел по изготовлению тульской городской игрушки. По переписи 1912—1913 годов число самоварных фабрик в Туле достигало 50, с ежегодным объёмом выпуска в 660 тысяч самоваров.
В 1898 году в Туле возникла социал-демократическая группа, в 1901 году — комитет РСДРП.
Свержение царской власти в результате Февральской революции произошло 3 (16) марта 1917 года, — позже, чем в Петрограде и Москве.
«Тула, 4-III — Народное восстание в Туле началось вчера днём. Рабочие оружейного и патронного заводов со знамёнами и песнями двинулись к Кремлю, где состоялся многолюдный митинг. Затем демонстранты в числе 30.000 чел., к которым присоединились обыватели и отдельные солдаты отправились к губернатору, где потребовали освобождения политических заключённых. Последние были освобождены. Требование освободить солдат с гауптвахты начальником гарнизона генералом Бандеровским было отклонено. Народ бросился к казармам поднять солдат. Многие воинские части тотчас присоединились к восставшим, и арестованные солдаты с гауптвахты были освобождены. Начался захват представителей старой власти. Сегодня арестованы: командир ополченского корпуса, начальник гарнизона генерал Бандеровский, губернатор Тройницкий, вице-губернатор Шеншин, полицмейстер Давыдов, начальник дивизии генерал Никитин и другие начальствующие лица. Полиция обезоружена. Сыскное отделение разгромлено. Пристава, помощники их, околодочные и много городовых арестовано и отправлено на гауптвахту. Образовался Временный Исполнительный Комитет из представителей рабочих, солдат, кооперативов и других общественных организаций. Образовался Совет Рабочих Депутатов. Начальником гарнизона назначен полковник Кампиони. Все почти воинские части добровольно примкнули к восставшим. Порядок образцовый. Не было не единого выстрела, ни одной жертвы. Организовалась народная милиция. Совет Рабочих Депутатов постановил работы продолжать с удвоенной энергией и приостановить работу только в том случае, если события примут иной оборот».
Советская власть была установлена в Туле 7 (20) декабря 1917 года. В годы гражданской войны город был центром вооружения Красной армии.
Во время Великой Отечественной войны 25 октября 1941 года на дальние подступы к Туле прорвались немецкие войска 2-й танковой армии генерала Гудериана. С этого дня в течение 45 дней Тула находилась почти в полном кольце осады (Тульская оборонительная операция), подвергалась артиллерийскому и миномётному обстрелу, воздушным налётам гитлеровской авиации. Войска 50-й армии (генерал-лейтенант И. В. Болдин) при содействии практически всего населения Тулы героически обороняли город, и не только отстояли его, но и внесли выдающийся вклад в победу в Московской битве, сковав большие силы противника, которые должны были наносить удар по Москве с юга. В декабре 1941 года в ходе Тульской наступательной операции под ударами Красной армии враг отступил: 8-10 декабря были очищены от немцев автомобильные и железные дороги, соединяющие Тулу с Москвой, а к исходу 15 декабря последние немецкие части были отброшены от Тулы на 20-30 километров; осада Тулы была снята.
Уже в декабре 1941 года началось восстановление тульских оружейных заводов, и в 1942 году Тула вновь стала одним из крупнейших центров изготовления стрелкового вооружения для Красной армии.
3 декабря 1966 года за мужество и стойкость, проявленные защитниками Тулы при героической обороне города, сыгравшей важную роль в разгроме немецко-фашистских войск под Москвой в период Великой Отечественной войны, и за достигнутые успехи в развитии народного хозяйства, город Тула награждён орденом Ленина. Спустя десять лет, указом Президиума Верховного Совета СССР от 7 декабря 1976 года Туле присвоено почётное звание «Город-герой» с вручением медали «Золотая Звезда».
В наши дни Тула относится к числу крупных центров промышленности и торговли. Ведущими отраслями промышленности можно назвать чёрнометаллургическую (НПО АК «Тулачермет», Косогорский металлургический завод), машиностроительную и металлообрабатывающую (Комбайновый завод, Оружейный завод, Приборостроительный завод, Завод горного и транспортного машиностроения, «Штамп»).

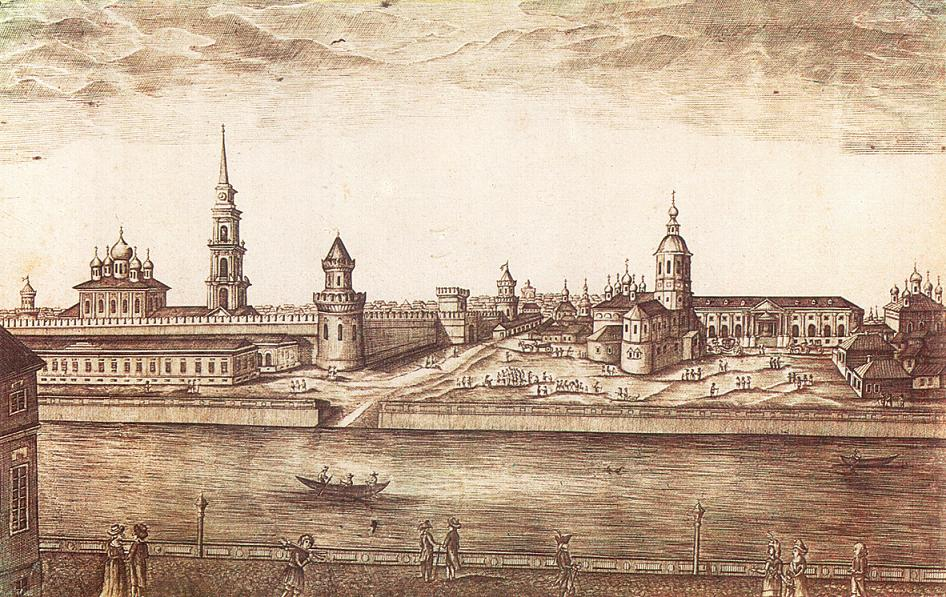
Тула на гравюре 1807 года
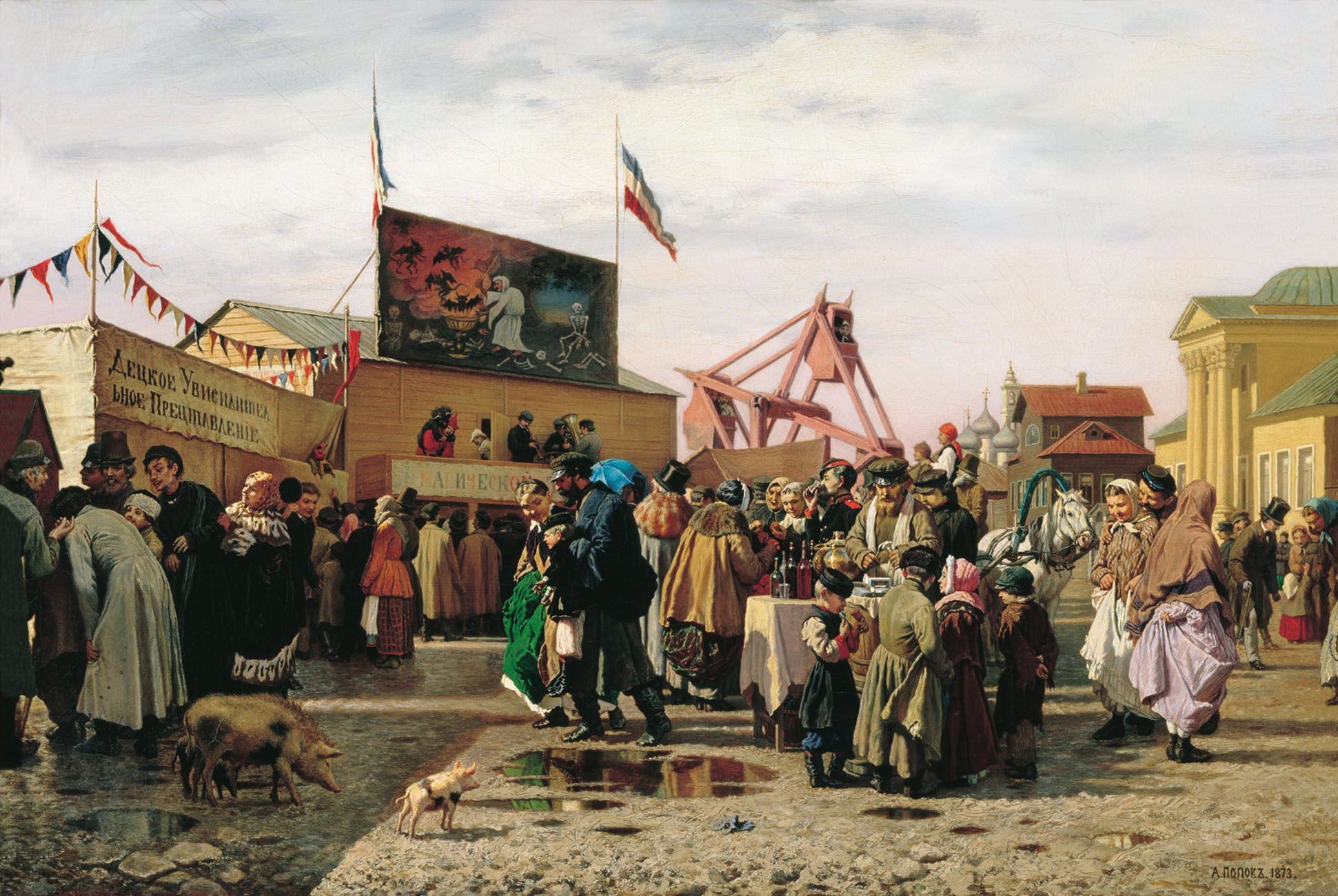
Балаганы в Туле на Святой неделе (художник А.А. Попов, 1873 год)
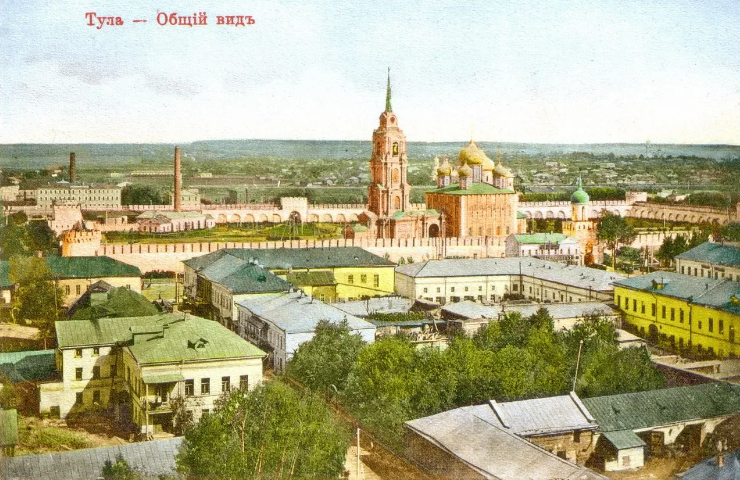
Тульский кремль в начале XX века
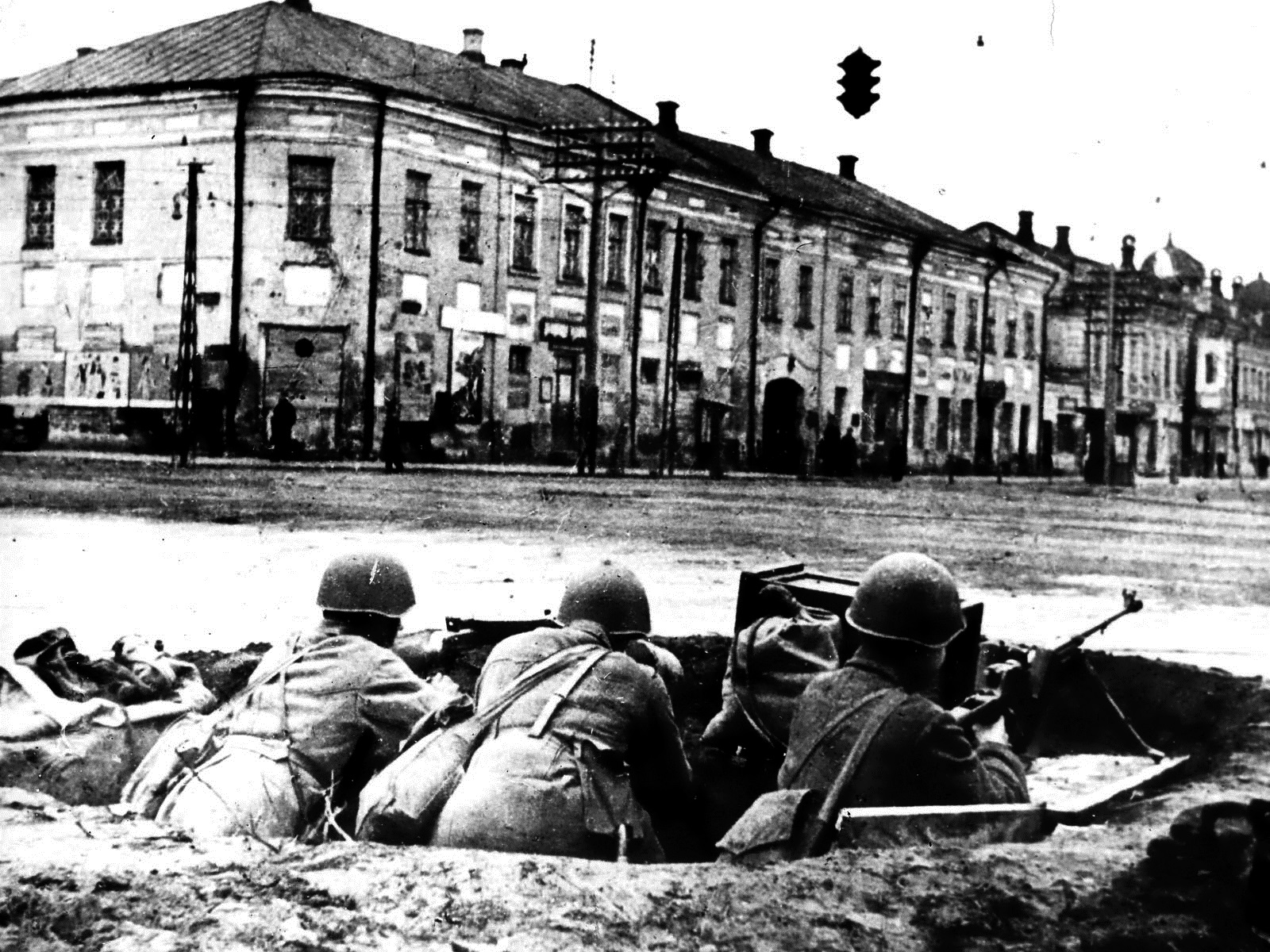
Бойцы в окопах на перекрёстке улиц Советской и Коммунаров (ныне проспект Ленина), октябрь-ноябрь 1941 года

## Население
| 1811     | 1840     | 1856     | 1863     | 1897     | 1913     | 1914     | 1923     | 1926     | 1931     | 1933     | 1937     |
| -------- | -------- | -------- | -------- | -------- | -------- | -------- | -------- | -------- | -------- | -------- | -------- |
| 52 100   | ↘51 700  | ↘50 600  | ↗56 700  | ↗115 000 | ↗138 900 | ↗139 700 | ↘123 300 | ↗150 331 | ↗191 200 | ↗199 500 | ↗239 122 |
| 1939     | 1956     | 1959     | 1962     | 1967     | 1970     | 1973     | 1975     | 1979     | 1982     | 1985     | 1986     |
| ↗272 224 | ↗320 000 | ↘315 639 | ↗342 000 | ↗377 000 | ↗461 965 | ↗486 000 | ↗502 000 | ↗514 008 | ↗524 000 | ↗529 000 | ↗532 000 |
| 1987     | 1989     | 1990     | 1991     | 1992     | 1993     | 1994     | 1995     | 1996     | 1997     | 1998     | 1999     |
| ↗538 000 | ↗539 980 | ↗540 000 | ↗544 000 | ↘541 000 | ↘539 000 | ↘535 000 | ↘529 000 | ↘525 000 | →525 000 | ↘516 000 | ↘513 100 |
| 2000     | 2001     | 2002     | 2003     | 2004     | 2005     | 2006     | 2007     | 2008     | 2009     | 2010     | 2011     |
| ↘506 100 | ↘495 500 | ↘481 216 | ↘481 200 | ↘472 300 | ↘465 900 | ↗509 000 | ↘504 000 | ↘500 000 | ↘496 035 | ↗501 169 | ↘500 314 |
| 2012     | 2013     | 2014     | 2015     | 2016     | 2017     | 2018     | 2019     | 2020     | 2021     | 2023     | 2024     |
| ↘499 511 | ↘493 813 | ↘490 508 | ↘487 841 | ↘485 930 | ↘485 221 | ↘482 873 | ↘479 105 | ↘475 161 | ↘473 622 | ↘466 609 | ↘461 692 |
| 2025     |          |          |          |          |          |          |          |          |          |          |          |
| ↘456 813 |          |          |          |          |          |          |          |          |          |          |          |

На 1 января 2025 года по численности населения город находился на 43-м месте из 1124 городов Российской Федерации.
Национальный состав
По итогам переписи населения 2020 года проживали следующие национальности (национальности менее 0,1 % и другое см. в сноске к строке «Другие»):
| Национальность | Численность, чел. | Доля     |
| -------------- | ----------------- | -------- |
| Русские        | 398 078           | 84,05 %  |
| Армяне         | 1968              | 0,42 %   |
| Украинцы       | 1785              | 0,38 %   |
| Узбеки         | 1382              | 0,29 %   |
| Азербайджанцы  | 1225              | 0,26 %   |
| Таджики        | 875               | 0,18 %   |
| Татары         | 647               | 0,14 %   |
| Другие         | 67 662            | 14,28 %  |
| Итого          | 473 622           | 100,00 % |

## Официальная символика
Изображение на гербе Тулы отражает оружейный характер города, который появился у него ещё в XVI веке. Герб Тулы был утверждён 8 марта 1778 года, и его описание гласило так: «В червлёном поле горизонтально положенный на двух серебряных шпажных клинках, лежащих наподобие Андреевского креста, концами вниз, серебряный ружейный ствол; вверху же и внизу по одному молоту золотому. Всё сие показывает примечания достойный и полезный оружейный завод, находящийся в сём городе». Он послужил также основой для герба Тульской губернии, который был утверждён 5 июля 1878 года.
Гимном города-героя Тулы является музыкально-поэтическое произведение, созданное на основе песни «Тульская оборонная» (музыка А. Новикова, слова В. Гурьяна).
Флаг Тулы — опознавательно-правовой знак, составленный и употребляемый в соответствии с вексиллологическими правилами, служащий историческим символом города Тулы, единства его территории, населения, местного самоуправления муниципального образования город Тула. Флаг Тулы представляет собой прямоугольное полотнище червлёного цвета, с отношением ширины к длине 2:3, несущее изображение фигур герба города. В верхнем левом углу полотнища с отступом 1:10 от верхнего и левого края располагается изображение медали «Золотая Звезда».

## Планировка и застройка

Генеральный план Тулы 1779 года

С XVI века центром развития, дальнейшей планировки и застройки города был Тульский кремль. Он был ядром военной, административной и хозяйственной жизни города, где сосредотачивались органы политической и духовной власти. К нему вели все главные дороги, повлиявшие на построение планировочной структуры близ кремля. Вблизи стен кремля развивался посад, в котором проживало население города, обслуживающее кремль и другие оборонительные укрепления вокруг Тулы, а также занимавшееся ремёслами и торговлей. К концу XVI века посад охватывал кремль тесно застроенным полукольцом в границах современной улицы Советской от Зареченского до Пролетарского моста, не переходя за реку. К середине XVII века определилось разделение города на три основные части, сохранившиеся и до нашего времени: Левобережье (Центр), Заречье и Чулково.
В середине XVII века граница русского государства стала постепенно смещаться на юг, и Тула, утратив своё стратегическое оборонительное значение, стала центром ремесла и торговли. 2 сентября 1779 года Екатериной II был утверждён план перепланировки Тулы, составленный в губернском городе, затем переработанный в Комиссии о строении Санкт-Петербурга и Москвы. В разработке плана принял участие известный архитектор Андрей Васильевич Квасов. Начиная с 1780-х годов, с небольшими изменениями этот план претворялся в жизнь. Постепенно в Туле создавались новые улицы и площади, строились и заселялись новые районы и кварталы. Данный план предусматривал красивые радиальные улицы в центре города и более простые прямоугольные кварталы для окраин, чётко выраженный общественный центр с присутственными местами и другими учреждениями. По плану с берега Упы убирались различные хозяйственные и производственные постройки и создавалась красивая набережная. В 1824 году план города был несколько скорректирован архитектором Вильямом Гесте, сохранив свою радиально-полукольцевую структуру, и в таком виде просуществовал до начала XX века. Генеральный план 1779 года является образцом русского классицизма, а его значение в истории города настолько важно́, что все последующие планы до 1970-х годов исходили из его принципов.
В «капиталистический период» конца ХІХ — начала XX веков Тула продолжала развиваться как многопрофильный центр промышленности, образования, культуры. Быстрый рост крупных предприятий и численности населения города, железнодорожное строительство стали заметно преображать лицо города, порождая многие трудно разрешимые социальные, технические и санитарно-гигиенические проблемы.
С конца 1920-х годов в Туле осуществлялось значительное строительство, принёсшее с собой несколько примечательных зданий в стиле конструктивизма. В послевоенное время заметную роль в комплексе исторического центра города стали играть драматический театр, цирк и главное здание органов власти — Дом Советов (Белый дом), при создании которого претерпело существенные изменения ядро исторического центра.
Последний на данный момент генеральный план Тулы разработан в 2004—2006 годах Научно-проектным институтом пространственного планирования «ЭНКО» (Санкт-Петербург) по заказу Управления капитального строительства Управы города Тулы. В настоящее время предлагается дальнейшее развитие радиально-кольцевой транспортной сетки, в том числе со строительством обходной дороги вокруг Тулы.

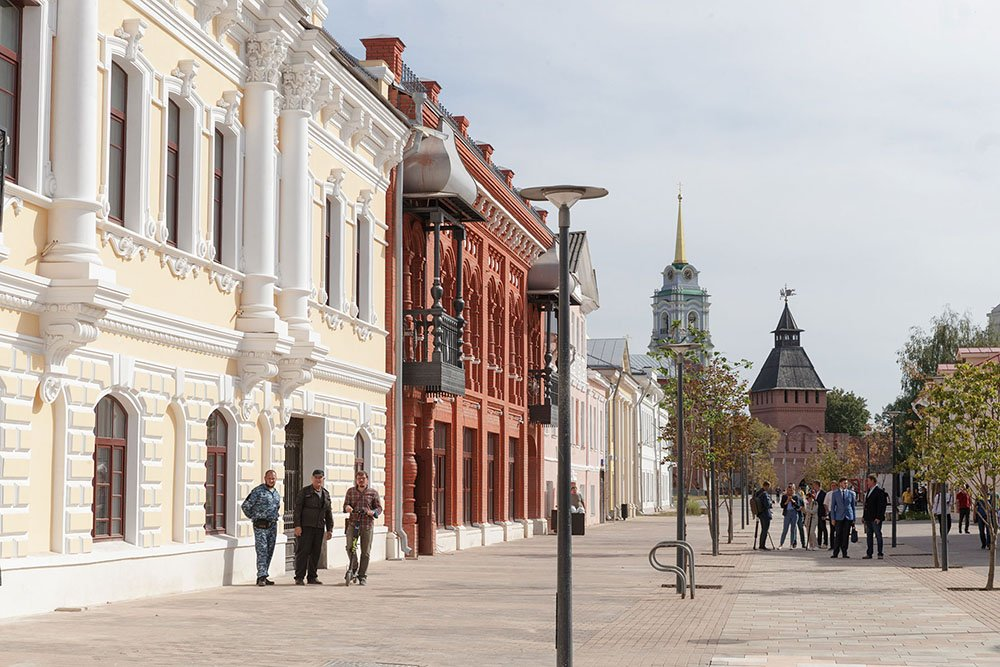
Улица Металлистов
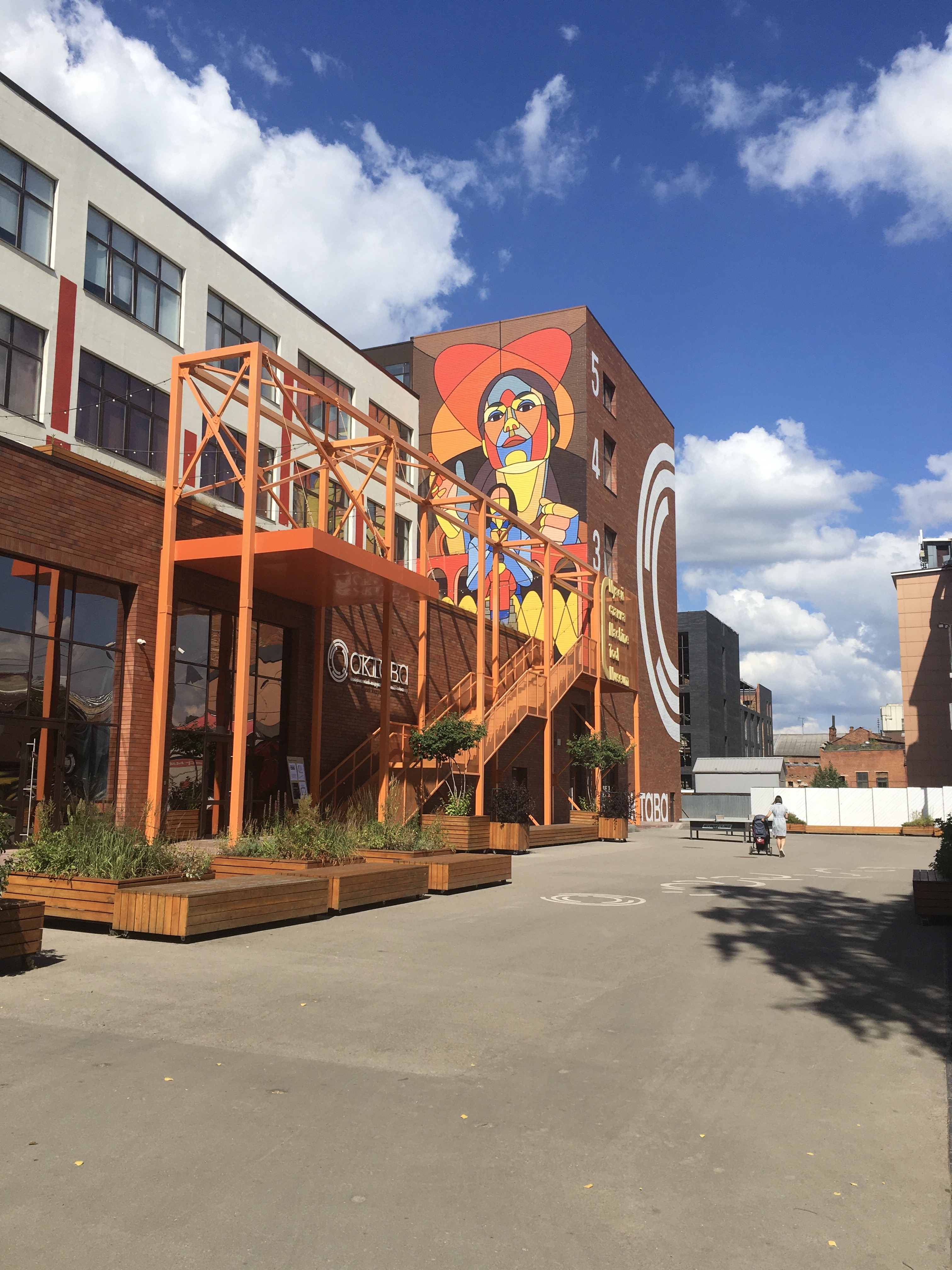
Творческий индустриальный кластер «Октава»
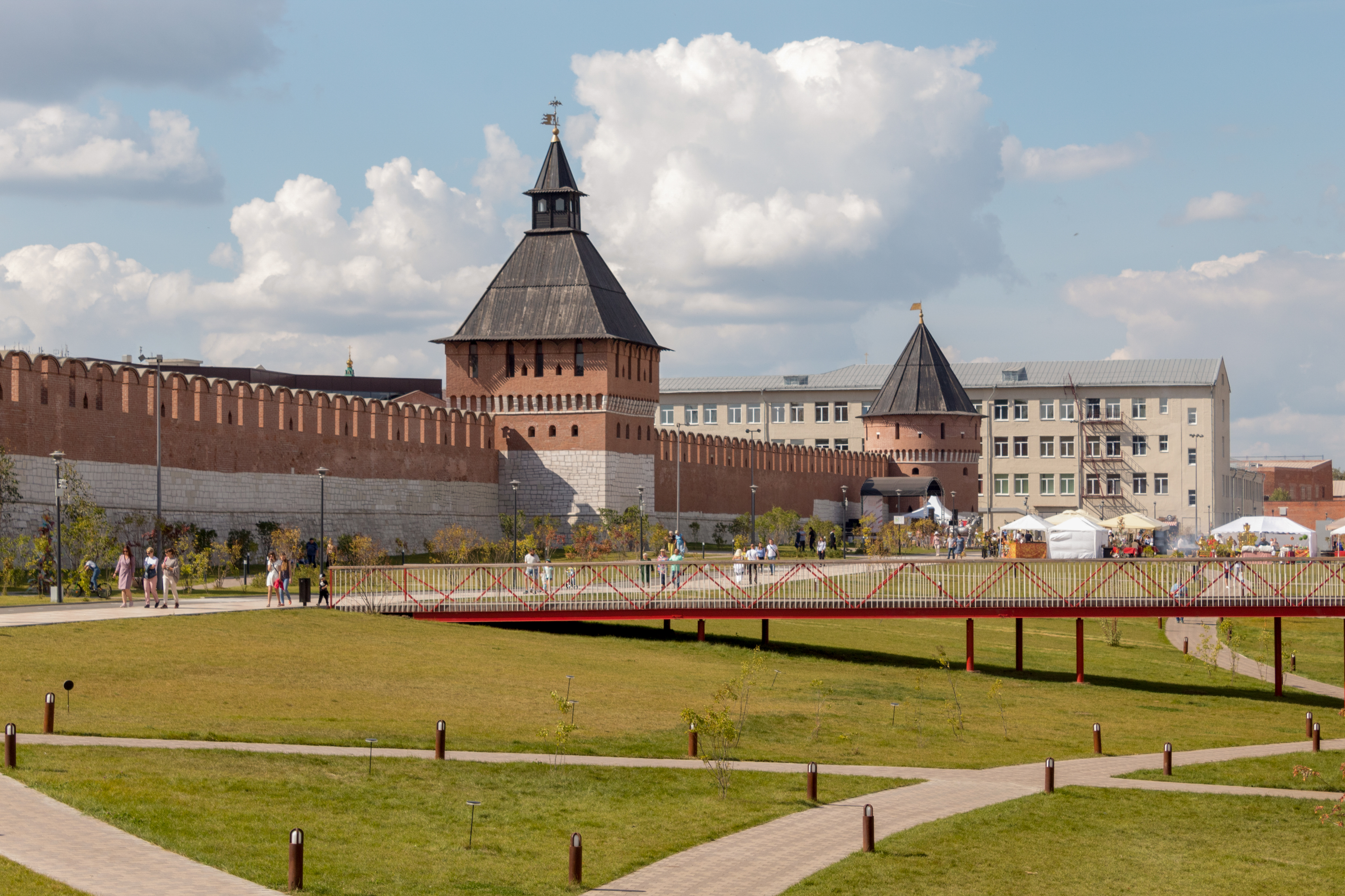
Казанская набережная
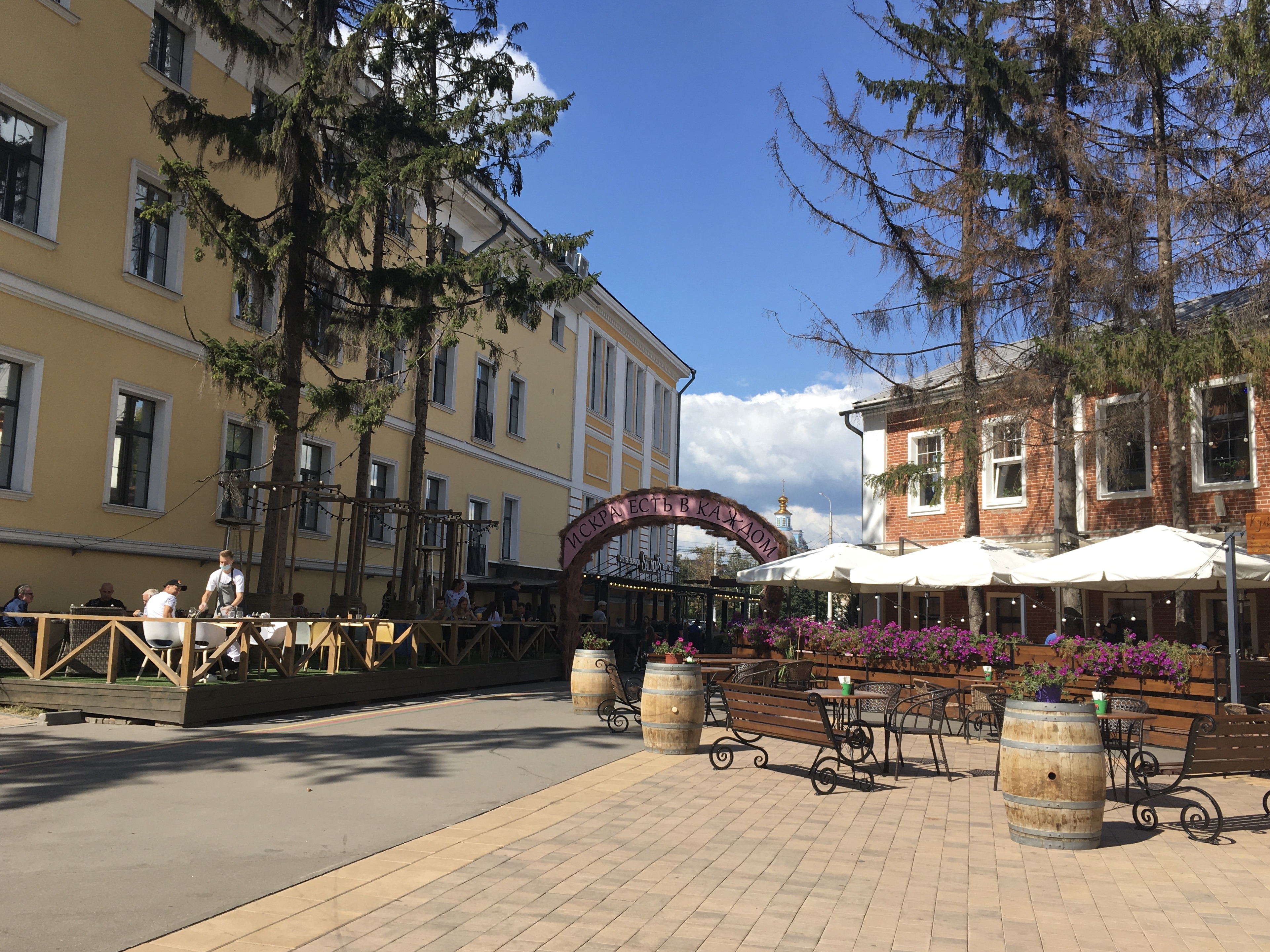
Городское пространство «Искра»

## Административно-территориальное устройство

Районы города Тулы и соответствующие территориальные округа муниципального образования

Город Тула в рамках административно-территориального устройства области разделён на пять районов и является городом областного подчинения.
- Центральный
- Пролетарский
- Зареченский
- Привокзальный
- Советский

В рамках муниципального устройства в границах города и упразднённого с 1 января 2015 года Ленинского муниципального района Тульской области образовано единое муниципальное образование город Тула со статусом городского округа, разделённого на 5 территориальных округов, соответствующих названиям районов города.
В городе имеется ряд исторически сформировавшихся микрорайонов, названия которых прочно закрепились в обиходе горожан: Кировский, Глушанки, Криволучье, Красный Перекоп, Скуратовский, Косая Гора, Горелки, Менделеевский и другие.

## Органы местного самоуправления
Структуру органов местного самоуправления Тулы составляют:
1. Тульская городская дума — представительный орган муниципального образования;
2. Глава муниципального образования;
3. Администрация города Тулы — исполнительно-распорядительный орган муниципального образования;
4. Контрольная комиссия города Тула — контрольно-счётный орган муниципального образования.

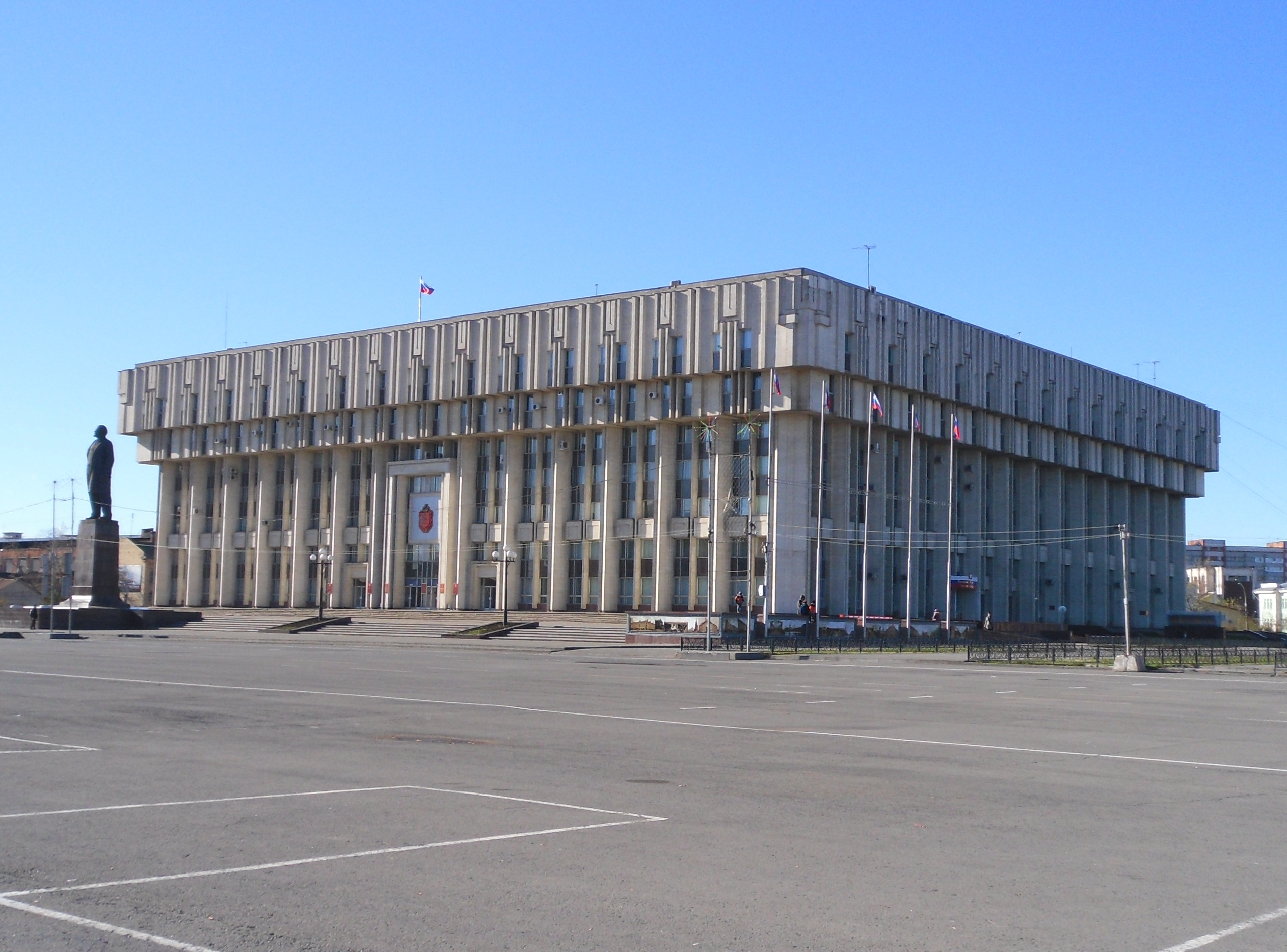
Здание администрации

Тульская городская дума является постоянно действующим выборным представительным органом местного самоуправления Тулы, осуществляет власть городского самоуправления на основе Устава муниципального образования город Тула в пределах собственной компетенции. Тульская городская дума состоит из депутатов, избираемых на муниципальных выборах. Численность депутатов Тульской городской думы — 35 человек. Срок полномочий депутатов городской думы составляет пять лет (до IV созыва — четыре года).
Организацию деятельности думы, аппарата думы осуществляет глава муниципального образования города Тула, исполняющий полномочия председателя думы. Он является высшим должностным лицом города, руководит работой думы и ведёт её заседания. 31 марта 2010 года мэром Тулы избрана Алиса Толкачёва, которая менее чем через год, 2 марта 2011 года, в ходе заседания Тульской городской думы была снята с занимаемой должности. 10 марта 2011 года на заседании Тульской городской думы мэром города избран депутат Евгений Авилов, который с 19 марта 2012 года стал главой администрации Тулы. 19 декабря 2012 года на заседании Тульской городской думы председателем городского парламента — главой города Тулы (мэром) избран Александр Прокопук. После его отставки 11 июля 2014 года место мэра оставалось вакантным до формирования нового состава думы в сентябре того же года. 29 сентября 2014 года на первом заседании Тульской городской думы большинством голосов мэром Тулы был выбран Юрий Цкипури. 27 сентября 2019 года следующий, VI, созыв городской думы доверил руководство городом Ольге Слюсаревой. VII созыв думы 26 сентября 2024 года выбрал своим председателем Алексея Эрка. Он будет работать мэром Тулы на общественных началах, совмещая эту деятельность с работой главным врачом Тульской областной стоматологической поликлиники.
Администрация города наделяется полномочиями по решению вопросов местного значения и полномочиями для осуществления отдельных государственных полномочий, переданных органам местного самоуправления федеральными законами и законами Тульской области. С осени 2019 года главой администрации являлся Дмитрий Миляев. В ноябре 2022 года он перешёл на должность первого заместителя губернатора Тульской области. Исполняющим обязанности был назначен Илья Беспалов. Глава администрации назначается по контракту, заключаемому по результатам конкурса. 25 января 2023 года Илья Ильич Беспалов был единогласно избран главой администрации депутатами городской думы из предложенных по результатам конкурса двух кандидатур..

## Полиция
УМВД России по городу Туле, создананное после присоединения «Большой Тулы», имеет подчинение УМВД России по Тульской области, которое, в свою очередь, является территориальным органом МВД России на региональном уровне, входит в систему органов внутренних дел Российской Федерации и подчиняется МВД России. Помимо этого, в городе находятся семь отделов полиции: «Зареченский», «Привокзальный», «Советский», «Центральный», «Ленинский», «Криволученский» и «Скуратовский», а также пункты полиции: «Косогорский», «Ильинский», «Болоховский», «Иншинский», «Рождественский» и «Плехановский», при этом УМВД России по городу Туле обслуживает территорию Пролетарского района. Основных административных зданий в УМВД России по городу Туле два, они расположились в доме 53 по проспекту Ленина и в доме 10а по улице Шухова. У высшего руководства управления полиции по городу имеется два служебных кабинета (по одному кабинету по каждому из указанных адресов).
История возникновения в Туле внутренних войск под названием «милиция» уходит в начало XIX века, когда был издан специальный Манифест императора Александра I «О составлении и образовании повсеместных временных ополчений или милиции» от 30 ноября 1806 года. Причиной создания внутренних войск стали напряжённые отношения России с Францией во времена развивающегося крупного военного конфликта в Европе. Издавая манифест, Александр I планировал решить несколько задач: создать большой резерв для регулярной армии и иметь возможность подавить народные выступления, которые периодически вспыхивали в различных точках страны. К тому же все расходы по созданию милиции ложились не на государственную казну, а на население, в частности, на дворянство. Зимой и весной 1807 года в Тульской губернии велась интенсивная работа по формированию милиции, сбору дополнительного душевого налога и пожертвований. Всего в ополчение было принято 28 786 ратников, однако вооружённость ополчения была довольно слабой. В 1808 году Россия вступила в союз с Наполеоном, что делало существование милиции излишним, и в том же году она была распущена. Четыре года спустя в городе было создано Тульское ополчение, новая попытка образования внутренних войск, которое принимало участие в Отечественной войне и заграничном походе в составе русской армии.

## Жилищно-коммунальное хозяйство
В Туле функционируют более ста предприятий жилищно-коммунальной сферы обслуживания жителей. Предприятия занимаются выполнением различных видов ремонтных, строительных и сантехнических работ, благоустройством придомовых территорий и детских площадок, вырубкой аварийных деревьев, утеплением стеновых панелей, герметизацией межпанельных швов и многим другим.
Водоснабжением города занимается ОАО «Тулагорводоканал» (ул. Демидовская плотина, д. 8), преобразованное в 2008 году из муниципального унитарного предприятия.
В муниципальном образовании город Тула 177 котельных, из которых 149 находится в ведении АО «Тулатеплосеть». Они обеспечивают теплом социально значимые объекты и 4005 многоквартирных домов, из них 3098 с центральным отоплением.

## Транспорт
Тула является крупным железнодорожным узлом. От города расходятся железные дороги на Москву, Орёл, Калугу, Узловую, Козельск. До 1996 года действовала Тула-Лихвинская узкоколейная железная дорога. В Туле имеется два железнодорожных вокзала — Московский и Ряжский.
Через город проходят шоссе Москва — Симферополь (транзитные автомобили идут по объездной дороге) и Калуга — Рязань. Стоит отметить несколько маршрутов одной и той же трассы М-2 «Крым». Первый (и наиболее старый) её путь проходит напрямую через Тулу, прямо по центральному проспекту, что в современных условиях создаёт массу проблем и для транзитного транспорта, и для внутригородского движения. Поэтому позже рядом с Тулой была построена объездная дорога, по которой сейчас и осуществляется основное транзитное движение, без заезда в сам город. Также несколько лет назад была открыта ещё одна часть в продолжение участка «Автомагистраль» (скорость до 110 км/ч) трассы «Крым», которая ныне «вливается» в шоссе Тула—Рязань в 18 км от Тулы и в 15 км от объездной дороги.
В советское время на северной окраине города функционировал аэропорт «Клоково», существовавший с 1959 по 1995 год. С 1995 года пассажирские рейсы из него не выполняются, аэродром используется только как военный, а здание аэровокзала (Октябрьская улица, 304) занято под супермаркет строительных материалов «Пенаты». В 1970-е — 1980-е годы 294-й Тульский авиаотряд «Аэрофлота» выполнял регулярные рейсы из Клоково в следующие города СССР: Астрахань, Брянск, Воронеж, Волгоград, Саратов, Самара (Куйбышев), Пенза, Ульяновск, Оренбург, Казань, Набережные Челны, Ижевск, Екатеринбург (Свердловск), Челябинск, Смоленск, Санкт-Петербург (Ленинград), Ростов-на-Дону, Мариуполь, Минеральные Воды, Краснодар, Сочи, Донецк, Анапа, Симферополь, Днепропетровск, Одесса, и столицы союзных республик: Киев, Кишинёв, Минск, Рига, Вильнюс. В 2020 году было завершено строительство второй очереди Восточного обвода. Он соединил два крупных округа Тулы — Центральный и Пролетарский.

### Городской транспорт

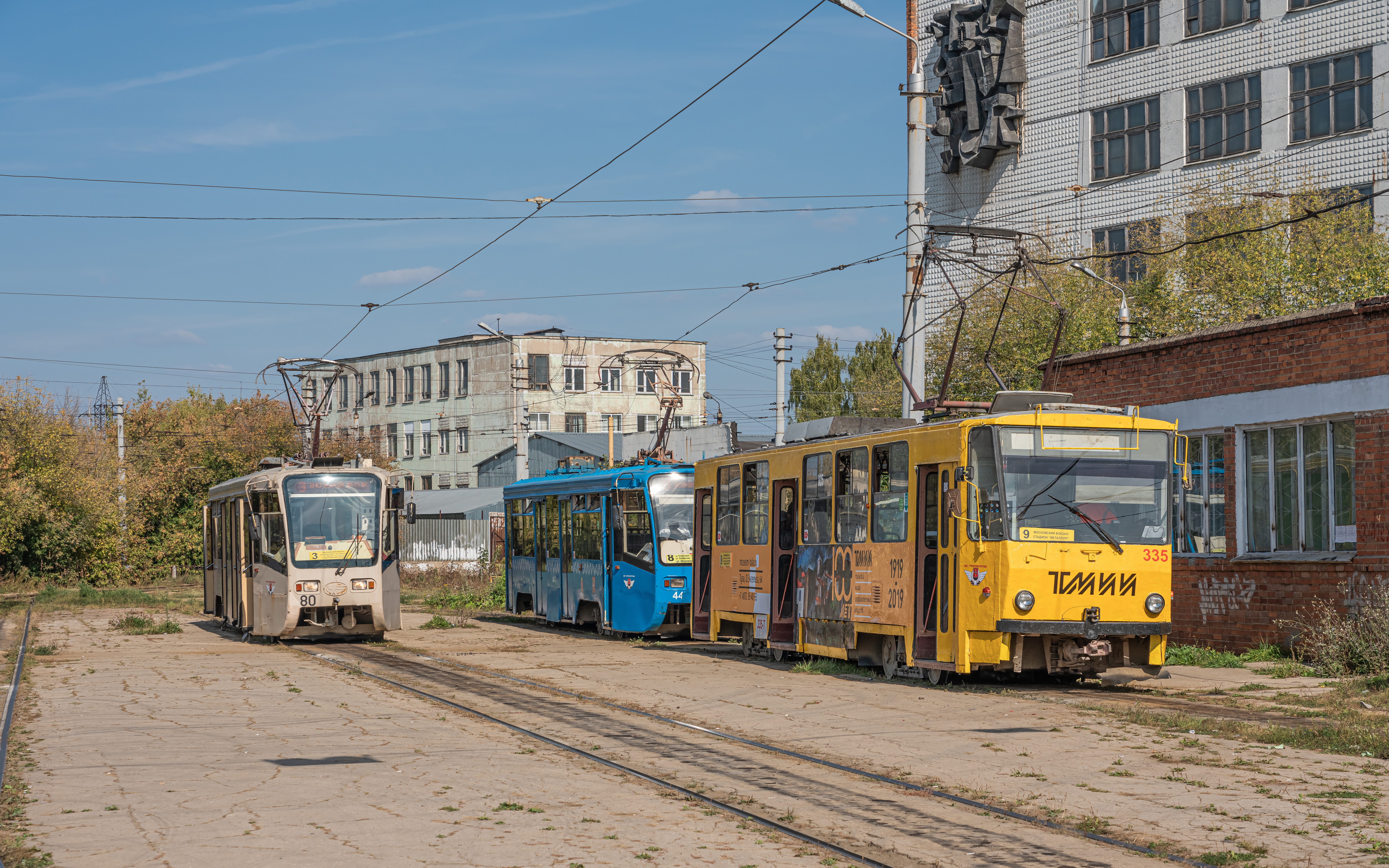
Трамваи в Туле

Первым городским транспортом, появившемся в Туле, стала конная железная дорога. Её история берёт начало в 1888 году, когда была проложена дорога от Киевской Заставы (ныне — улица Льва Толстого) по улицам Киевской (ныне — проспект Ленина), Посольской (ныне — Советская), Старо-Павшинской (ныне — Мосина), Грязевской (ныне — Лейтейзена) и Кривоноговской (ныне — Клары Цеткин) до Курского (ныне — Московского) вокзала.
В 1924 году в городе был пущен первый автобус, ставший первым видом общественного транспорта, запущенным в Туле после установления советской власти. В первые годы использовали переоборудованные грузовики. Первым настоящим автобусом был 14-местный АМО на шасси американского грузовика «Уайт».
В настоящее время (по состоянию на январь 2021 года) в Туле действуют 31 городских автобусных маршрута, связывающих все районы города и близлежащие города и посёлки области. Выпуск автобусов на городские маршруты составляет: по будням ~140 единиц в час пик и ~90 единиц во внепиковое время и по выходным, после 19:00 — ~30 автобусов.
Городской транспорт представлен также трамваями, троллейбусами и маршрутными такси. Выход городского транспорта на улицы города (в будние дни/в выходные дни): автобусы — 93/73, трамваи — 84/58, троллейбусы — 80/69, маршрутные такси — 800.

### Дорожное движение

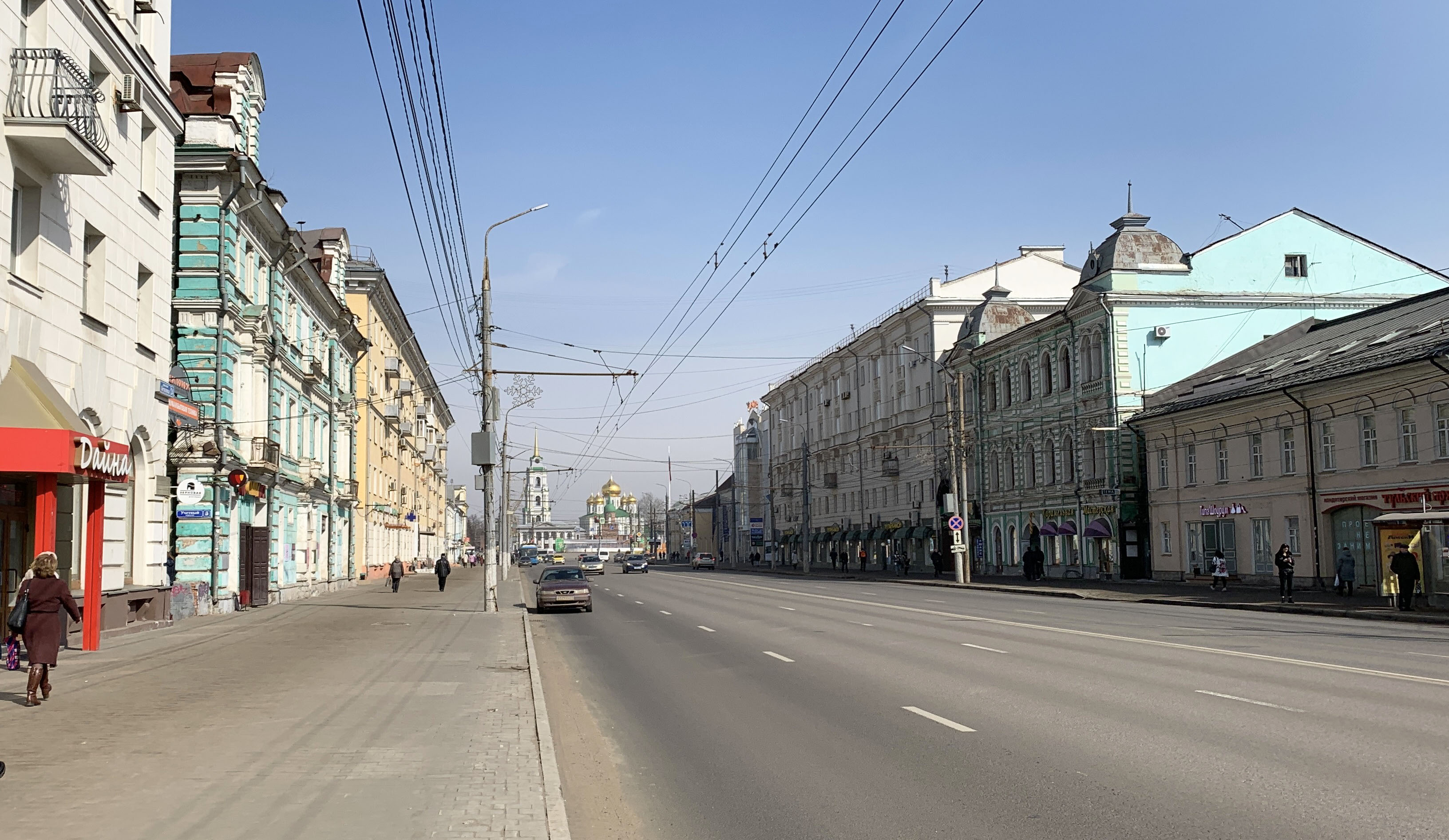
Проспект Ленина

Центром Тулы является площадь Ленина, расположенная вблизи Тульского кремля. Главной транспортной артерией города является проспект Ленина — самая оживлённая улица города. На ней располагается масса учебных заведений, драматический театр, филармония, памятники различным деятелям культуры, монументы, посвящённые Великой Отечественной войне, различные магазины, рестораны, кафе и супермаркеты. Здесь проходят торжества, парады и шествия, приуроченные к различным праздничным мероприятиям. Большую роль в формировании городского трафика играет улица Советская, опоясывающая центр города и соединяющая последовательно четыре городских района: Зареченский, Советский, Центральный и Пролетарский. От улицы Советской берут своё начало Красноармейский проспект, а также улицы Оборонная, Староникитская и Демонстрации, берущие на себя большой транспортный поток и формирующие радиальную планировку города. Связующим звеном между центром Тулы и московским направлением федеральной дороги М2 «Крым» является улица Октябрьская, проходящая через весь Зареченский район. В ближайшие годы на улице Ложевой появится крупная транспортная развязка. 2,7 миллиарда рублей будет направлено на строительство нового моста через реку Упа в Туле.

## Экология

### Экологическая ситуация в городе
По степени суммарной техногенной нагрузки Тула — один из самых «загрязнённых» городов в Центральной России. В городе расположено около 200 предприятий, оказывающих вредное воздействие на окружающую среду. Деятельность предприятий в течение многих лет сопровождалась загрязнением атмосферного воздуха, поверхностных и подземных вод, загрязнением почв. Одним из важнейших факторов, оказывающих пагубное влияние на окружающую человека среду, является загрязнение атмосферы. Более 90 процентов от этого количества составляют выбросы предприятий чёрной металлургии. Несмотря на довольно высокий уровень выбросов, наблюдается динамика снижения их объёмов. Среди загрязняющих веществ преобладают газообразные и жидкие вещества: оксиды углерода, оксиды азота, диоксид серы.

### Состояние воздуха
Тула является относительно неблагополучным в плане состояния атмосферы городом. Помимо промышленного сектора, существенное влияние на качественный состав атмосферных слоёв оказывает многочисленный автомобильный транспорт. Средоточие главных городских транспортных артерий — Советский округ, и именно эта часть города испытывает наибольшее атмосферное загрязнение. На втором месте по загрязнённости атмосферы находится Пролетарский округ. Здесь расположено большое количество промышленных объектов, для пополнения сырьевой базы массово используется грузовой автотранспорт. Привокзальный округ характеризуется высоким уровнем атмосферного загрязнения за счёт диоксида азота.

### Водные ресурсы
В ходе гидрохимических исследований была выявлена высокая степень загрязнения всех поверхностных вод, расположенных в городской черте, среди которых реки Упа и Тулица, а также ручьи Щегловский, Рогожинский и Тростянский. На эти водоёмы приходится бо́льшая часть антропогенной нагрузки от жилого сектора и индустриальных объектов. Наиболее сильное пагубное воздействие исходит от старых шламонакопителей — Косогорского металлургического завода и МУП «Тулгорводоканал». Также поверхностные воды загрязняются в результате деятельности Тульского патронного завода, Тульского машиностроительного завода и ФКЗ «Штамп». Кроме того, фиксируются частые утечки загрязнённых водостоков от колодцев городского коллектора и ливневой канализации. В городе не существует раздельной канализации сточных вод промышленного и бытового типа.
Для питьевого водоснабжения города используются подземные воды, представленные Окским, Упинским и Заволжским водоносными горизонтами. Система состоит из семи крупных водозаборов и одиночных скважин с низкой производительностью. Упинский и Окский горизонты подают воду, соответствующую ГОСТу «Вода питьевая». Воды Заволжского горизонта имеют повышенную жёсткость и высокую минерализацию. Вода, подаваемая Масловско-Песочинским водозабором, отличается превышением норм жёсткости.

### Зелёные зоны, леса, парки

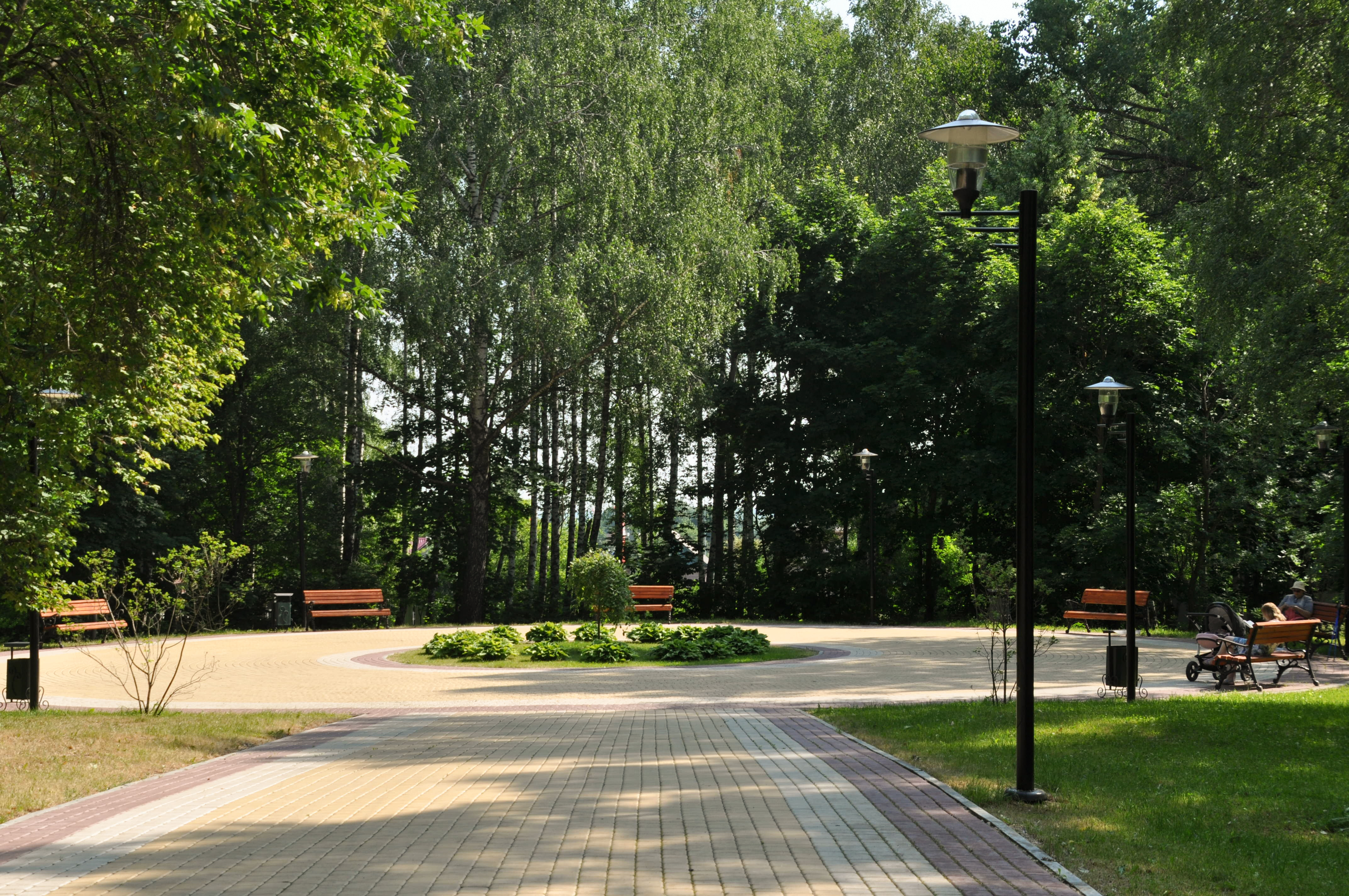
Комсомольский парк

Общая площадь зелёных насаждений составляет более 60 га, основную массу деревьев составляют берёзы, клёны, лиственницы и жёлтая акация. На территории Тулы расположено несколько довольно крупных парков и садов. Крупнейшим является Центральный парк им. П. П. Белоусова, площадью более 140 га, из которых 98 га представлено лесным массивом, а более 10 — это каскад из трёх прудов и более 30 га рекреационной зоны. Здесь растут почти 90 видов деревьев и кустарников. Большую часть из них составляют берёзы, ясени, дубы, сосны, клёны, липы. Также к крупным природным памятникам относятся Комсомольский парк, где площадь зелёных насаждений составляет более 60 га, Баташевский сад, где произрастают порядка сорока видов деревьев и кустарников и около шестидесяти видов трав, Рогожинский парк, обладающий рекреационными ресурсами в виде микроклимата, рельефа местности, лесной растительности и ихтиофауны, а также Парк культуры и отдыха Пролетарского района, имеющий статус памятника природы местного значения. На территории парка произростают растения, занесенные в красную книгу. Обустроена набережная для пеших прогулок.

### Животный мир
В Туле встречаются многие виды птиц, среди которых преобладают воробьи, голуби, сороки, грачи, утки и галки. Из млекопитающих в городе можно увидеть белок, ежей и косуль, которые находятся в зооуголке ЦПКиО им. Белоусова.

## Социальная сфера

### Образование
В городском округе Тула функционирует многовариативная образовательная система, которая включает в себя: 122 дошкольных образовательных учреждений, 12 учреждений дополнительного образования, 98 общеобразовательных учреждений (в их числе 7 гимназий, 5 лицеев, 3 школы с углублённым изучением отдельных предметов, 6 начальных общеобразовательных школ, 3 вечерние (сменные) школы, 1 школа-интернат), 1 межшкольный учебный комбинат и 3 центра психолого-медико-социального сопровождения «Валеоцентр», «Преображение», «Доверие».
В образовательном пространстве города Тулы функционируют и развиваются 8 учреждений дополнительного образования детей: Дворец детского (юношеского) творчества, 5 центров дополнительного образования детей (Центр дополнительного образования для детей «Турист», Детско-юношеский Центр, Центр внешкольной работы, Центр детского творчества, Центр детско-юношеский «Патриот»), Дом детского творчества, Станция юных техников, сеть детских технопарков «Кванториум».
В регионе действует развитая система профессионального образования — более восьмидесяти профессиональных и средних профессиональных учебных заведений и 9 высших учебных заведений.
Высшие учебные заведения города:
- Тульский государственный университет (ТулГУ)
- Тульский государственный педагогический университет им. Л. Н. Толстого (ТГПУ)

Имеются также филиалы ВУЗов из других регионов России:
- Российский экономический университет имени Г. В. Плеханова (РЭУ им. Г. В. Плеханова ТФ)
- Финансовый университет при Правительстве Российской Федерации (ФУ при ПРФ ТФ)
- Российская академия народного хозяйства и государственной службы при Президенте Российской Федерации (ТФ РАНХиГС)
- Московский Государственный университет культуры и искусства
- Московский университет им. С. Ю. Витте
- Тульский филиал Российской международной академии туризма (ТФ РМАТ)
- Тульский филиал Российской правовой академии Министерства юстиции Российской Федерации
- Московская академия предпринимательства при Правительстве Москвы, Тульский филиал (МАП ТФ)
- Филиал Института профессиональных инноваций (НОУ ВПО ИПИ)

В городе располагаются два учебных заведения Русской православной церкви — Тульская духовная семинария и Тульская гимназия.
В марте 2016 года Президент России Владимир Путин принял решение о возрождении Тульского суворовского военного училища, закрытого в 1960 году. Учебный процесс начат 1 сентября 2016 года.

### Здравоохранение
Сеть учреждений здравоохранения, относящихся по подчинению к управлению здравоохранения администрации города Тулы, представлена 29 муниципальными учреждениями здравоохранения (ГУЗ). В структуру муниципальных учреждений входят: 14 больниц, 3 взрослых и 2 детские поликлиники, 3 детские больницы, родильный дом, центр медицины катастроф (тцмк Тулы), 5 стоматологических поликлиник. В учреждениях здравоохранения Тулы медицинскую помощь населению оказывают 1354 врача и 3234 медработника среднего звена. Среди врачей города — 26 заслуженных врачей РФ, 2 доктора медицинских наук и 34 кандидата медицинских наук. Пятерым медработникам присвоено звание «Заслуженный работник здравоохранения». Общий процент укомплектованности врачебными кадрами по ЛПУ города составил 49 %, что меньше 2009 года на 3 % (52 %). По амбулаторно-поликлинической службе — 50 %, вследствие сокращения правительством почти вдвое в начале 2021 года финансирования из федерального бюджета системы здравоохранения (медицина стала одной из немногих статей бюджета, ассигнования по которым в 2021 году снизили). В Туле функционируют новые палатно-боксированный и изоляционно-диагностический корпуса Тульской детской областной клинической больницы. В начале 2022 года начнет работать новый корпус перинатального центра. В нём будут работать почти 40 врачей. Возведение объекта обошлось в 4 миллиарда рублей.
Повышение качества работы первичного звена, усиление профилактической направленности, изменения в системе родовспоможения и детства в комплексе с мерами по государственной поддержке семей, имеющих детей, дали положительный результат по улучшению основных демографических показателей. Рождаемость увеличилась с 7,6 ‰ в 2007 году до 8,8 ‰ в 2010 году. Произошло снижение естественной убыли населения с −10,2 ‰ в 2007 году до −8,8 ‰ в 2010 году.
В структуре заболеваемости взрослого населения первое место занимают болезни системы кровообращения, большое количество болезней органов дыхания и костно-мышечной системы. Среди детей на протяжении многих лет лидером остаются болезни органов дыхания. По статистике, основные причины смертности, кроме новой коронавирусной инфекции COVID-19 — это болезни системы кровообращения, новообразования, травмы и отравления.

### Демографическая ситуация

Демографическая ситуация в 2013 году

Численность постоянного населения на 1 января 2015 года составляет 552 362 человек. С начала 2015 года туляков стало на 5106 человек меньше. Главная причина — не болезни (в том числе избыточная смертность от COVID-19) или несчастные случаи, а старость. Доля пенсионеров в общей массе населения больше, чем в соседних регионах. Пожилые люди болеют и умирают чаще, чем молодые. Если рассматривать смерти в результате болезней, то главной причиной является онкология. Относительные показатели по случайным отравлениям алкоголем — почти вдвое выше, чем по стране. Такие же относительные данные по уровню убийств в Туле — в полтора раза выше средних по стране, самоубийств — на четверть больше. Наконец, на 40 % чаще происходят трагические случаи на дорогах.
Демографическая ситуация в 2014 году в городе Туле оставалась сложной. В среднем ежемесячно рождалось 401 человек, умирало в 1,8 раза больше — 730 человек. Уровень естественной убыли населения оставался по-прежнему на высоком уровне в −2967 человек (город Тула −2705 человек, Ленинский район −262 человек), по сравнению с соответствующим периодом прошлого года естественная убыль снизилась на 10,6 % (город Тула — на 10,3 %, Ленинский район — 13,2 %).
Позитивным фактором, положительно влияющим на развитие города, является снижение численности умерших на 70 человек или на 1,1 % (с 6644 человек в январе-сентябре 2013 года до 6574 человек в январе-сентябре 2014 года). В отчётном периоде родилось на 282 чел. или на 8,5 % больше, чем в соответствующем периоде прошлого года (с 3325 человек по итогам января-сентября 2013 года до 3607 человек — по итогам января-сентября 2014 года). Коэффициент рождаемости в отчётном периоде составил 8,7 ‰ с увеличением против января-сентября 2013 года на 8,8 %. Коэффициент смертности за отчётный период составил 15,9 ‰ и уменьшился по отношению к соответствующему периоду прошлого года на 0,6 %. Коэффициент естественной убыли достиг −7,2 ‰ со снижением по отношению к соответствующему периоду прошлого года на 10 %.
По итогам отчётного периода миграционный прирост населения составил 1203 человека (прибыло 10568 человек, убыло 9365 человек). По итогам января-сентября 2013 года сальдо миграции было отрицательным и составило −632 человек.

### Преступность
Согласно статистическим данным, к 2013 году уровень преступности в Туле по сравнению с предыдущими годами немного снизился. Сохраняется тенденция снижения количества грабежей, краж, проявлений хулиганства, а также уменьшилось количество преступлений на улицах города и в общественных местах. Несмотря на это, наблюдается тенденция к уменьшению возраста преступников. Так, если в 2011 году среди осуждённых количество молодых людей до 25 лет было 23,8 %, то в 2012 — 29,2 %. На 9,8 % увеличилось число осуждённых за незаконный оборот и использование наркотических и психотропных средств.
В Туле находятся Исправительная колония № 2 (ул. Мориса Тореза, д. 11а) и Следственный изолятор № 1 (ул. Мориса Тореза, д. 11б).

### Уровень жизни и занятость
Номинальная начисленная среднемесячная заработная плата работников по кругу крупных и средних организаций по муниципальному образованию город Тула (без учёта структурных подразделений объединений, головное предприятие которых расположено на территории муниципального образования город Тула, а структурные подразделения на территории других муниципальных образований Тульской области) за январь-сентябрь 2014 года составила 30670,2 руб. и увеличилась на 11 % относительно соответствующего периода прошлого года. В реальном исчислении заработная плата выросла на 3,1 %.
Сложившаяся за последние годы межотраслевая дифференциация заработной платы практически не изменилась и за анализируемый период. По-прежнему самый высокий размер начисленной заработной платы отмечался в сфере финансовой деятельности — 47 334,4 руб., что в 1,6 раза больше, чем в среднем по городу. Выше среднегородского уровня на 34,1 % сложилась среднемесячная заработная плата в сфере государственного управления и обеспечения военной безопасности, обязательного социального обеспечения; на 7,8 % — на предприятиях по производству и распределению электроэнергии, газа и воды. В обрабатывающих производствах среднемесячная заработная плата составила 27 848,4 руб., что на 4,2 % ниже среднегородского уровня и на 16,1 % выше уровня 2012 года. Самый низкий уровень оплаты труда в отчётном периоде сложился у работников гостиниц и ресторанов — 17 448,5 руб. (на 39,9 % ниже, чем в среднем по городу); в образовании — 20 417,4 руб. (ниже на 29,7 %); в организациях по предоставлению прочих коммунальных, социальных и персональных услуг — 20 409,4 руб. (ниже на 29,8 %).
По итогам отчётного периода фонд начисленной заработной платы всех работников по кругу крупных и средних организаций (без учёта объединений) составил 47515,8 млн руб., что на 10,8 % больше соответствующего периода прошлого года. По данным Туластата по состоянию на 1 октября 2014 года суммарная задолженность по заработной плате отсутствует.
Ситуация на рынке труда оставалась стабильной: в Центре занятости населения на 1 октября 2014 года в качестве ищущих работу зарегистрированы 2,1 тыс. человек (на 446 чел. или 1,3 % больше по сравнению с 1 октября 2013 года), из них безработных — 1,4 тыс. человек (на 26 чел. или 1,9 % меньше, чем на 1 октября 2013 года). Уровень регистрируемой безработицы по муниципальному образованию город Тула на 1 октября 2014 года составил 0,40 % от численности экономически активного населения, коэффициент напряжённости — 0,2. В течение отчётного периода хозяйствующими субъектами города Тулы создано 5196 новых рабочих мест, в том числе 39 специально оборудованных рабочих мест для инвалидов.

### Религия

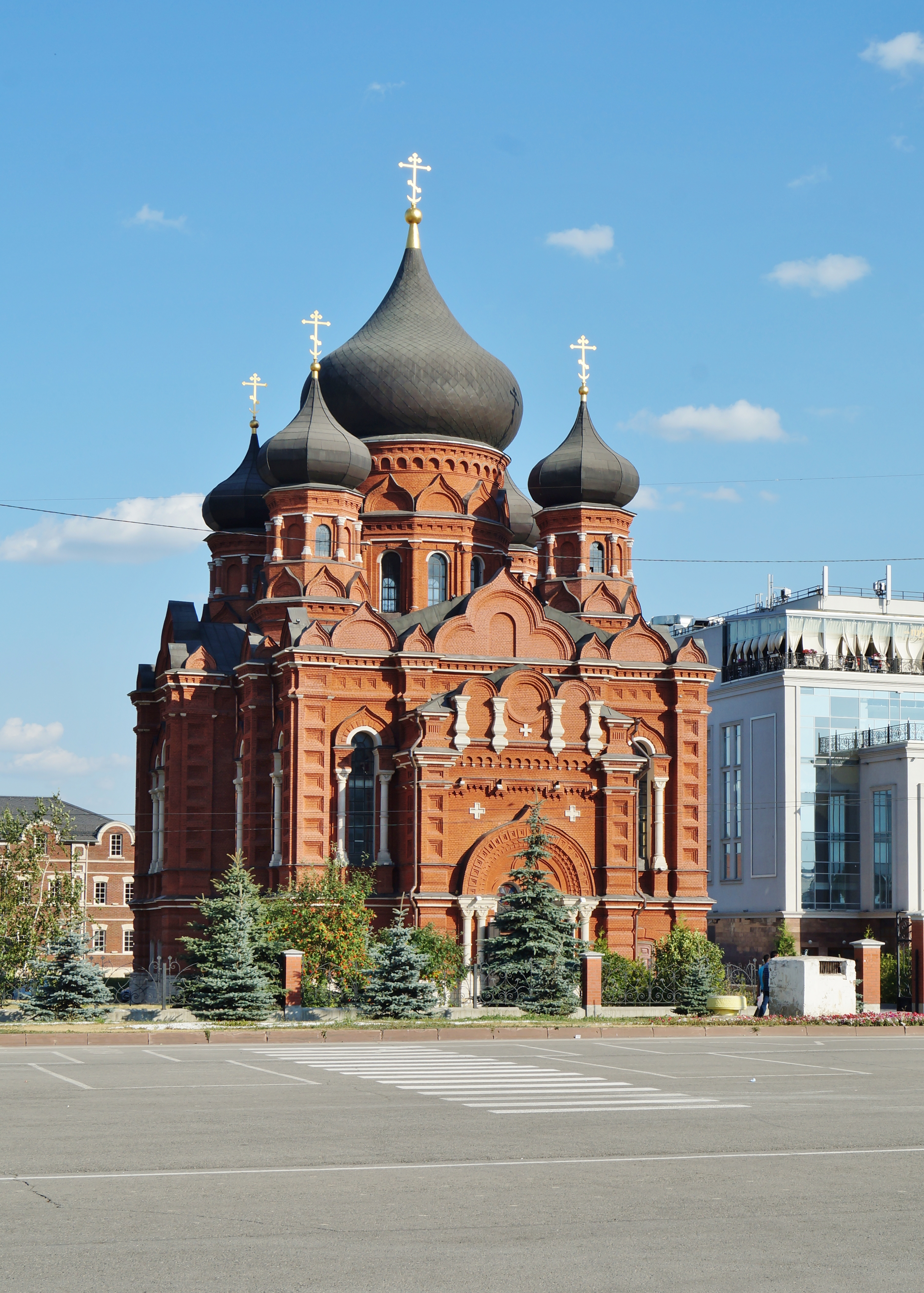
Успенский кафедральный собор

Во время археологических раскопок на территории Тулы следы древних верований вятичей обнаружены не были, в связи с тем, что к моменту своего первого упоминания в летописях под 1146 годом заметная часть населения уже исповедовала христианство. Начало христианской проповеди в этих местах относится к первой половине XII века. С 1277 по 1622 год Тула, наряду с другими городами региона, находилась в ведении православных архиереев Рязани. В 1622 году она перешла к Коломенской епархии, а в 1799 году была образована самостоятельная кафедра.
Длительное время основной массой верующего населения Тулы были православные, и только в XVII веке стали появляться первые «иноверческие» общины — католические и протестантские. Рост численности протестантов в Туле был связан прежде всего с появлением оружейного завода, куда привлекались на работу специалисты и мастера из Европы. Католическая община в городе сильно возросла во второй половине XIX века после того, как в Тулу было отправлено большое количество ссыльных поляков и белорусов — участников Национально-освободительного восстания 1863 года.
В настоящее время бо́льшая часть населения в Туле относится к христианским религиозным организациям, преимущественно к православным. Все православные организации Тулы входят в Тульское городское благочиние Тульской епархии в составе Тульской митрополии Московской патриархии Русской православной Церкви. Всего в пределах Тульского благочиния действуют 38 православных приходов и 3 храма при монастырях. Помимо Русской православной церкви, в Туле имеется приход Русской православной старообрядческой церкви, насчитывающий около пятидесяти человек.
Далее по численности следуют протестанты и католики. Первые протестантские приходы, в частности лютеранские, появились в Туле ещё до Октябрьской революции. До середины 1930-х годов в городе существовала лютеранская кирха, которая была сначала закрыта, а затем разрушена. Возрождение деятельности протестантских религиозных организаций пришлось на начало 1990-х годов, и в настоящее время крупнейшей из них является баптистская церковь с молитвенным домом в Туле. Представителями других протестантских направлений в Туле являются адвентисты седьмого дня, пресвитериане (Церковь Святой Троицы, Лучезарная, Иисус Господь, Благая Весть), пятидесятники (Тульский Христианский Центр, Церковь Нового Завета) и другие евангельские церкви (Слово Жизни, Лоза, Цыганская Церковь). Католический приход Рождества Пресвятой Богородицы насчитывает около 300 прихожан, и территориально относится к Архиепархии Матери Божией с центром в Москве.
Нехристианские организации представлены мусульманами, иудеями, кришнаитами, буддистами и даосами. Также существует ряд неоязыческих групп, среди которых Крыница, Тульская ведическая община и Союз Славянских Общин Славянская Родная Вера.

### Кладбища
В настоящее время в Туле действуют три кладбища. Главным и самым крупным городским кладбищем является Смоленское (ранее Первое городское кладбище, в народе Мыльная гора), получившее своё название из-за расположения на его территории церкви Смоленской Божьей Матери. Кладбище располагается на участке 10 км. Новомосковского шоссе. Также на землях города располагаются более мелкие кладбища: Косогорское (дер. Рвы), Горняцкое (ул. Киреевская Центрального района, поворот на Западный Скуратовский посёлок) и Скуратовское (пос. Скуратово).
В городе располагаются три исторических кладбища: Всехсвятское, Спасское кладбище и Чулковское, возникшие в конце XVIII века вследствие эпидемии и просуществовавшие в качестве действующих 200 лет. Старейшим из них является Всехсвятское, на территории которого находится Всехсвятский кафедральный собор. С годами его площадь увеличивалась за счёт присоединения выгонных земель. В 1902—1904 годах кладбище было обнесено кирпичной стеной. В настоящее время площадь кладбища занимает около 34 га. Захоронения на кладбище продолжались вплоть до 1970-х годов, когда оно получило статус мемориального. В настоящее время на Всехсвятском кладбище разрешено захоранивать лишь урны с прахом.
Спасское кладбище было учреждено на Зареченской оружейной стороне для оружейников. Со временем на кладбище построили храм Спаса на Горе, и оно стало общедоступным. Захоронения на нём продолжались до 1960-х годов. В настоящее время кладбище является закрытым.
Чулковское кладбище вскоре после своего возникновения стало кладбищем оружейного завода при храме Димитрия Солунского. Среди сохранившихся могил наиболее примечательной является могила главного механика оружейного завода А. М. Сурнина, послужившего прототипом литературного персонажа Левши.
На территории кладбищ расположены братские могилы защитников Тулы в 1941 году, в которых погребено около пяти тысяч человек.
Помимо этого, примечательным является Еврейское кладбище, открытое в 1857 году. В 1969 году кладбище было закрыто, а в 1987 году Тульский патронный завод, возле которого оно располагается, огородил его территорию железобетонным забором с колючей проволокой, и вход на кладбище оказался доступен только через проходные.

## Спорт

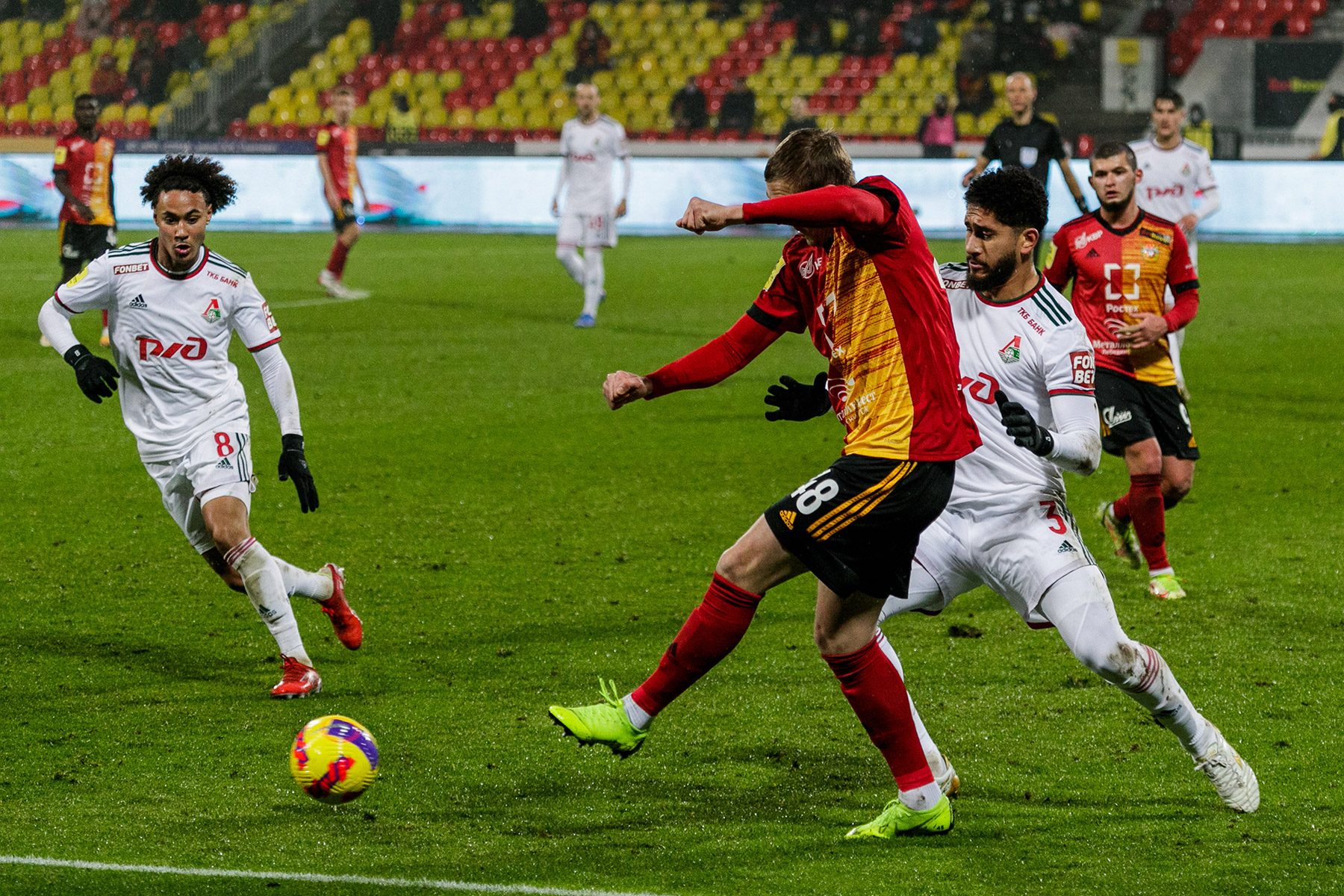
Футбольный стадион «Арсенал»

С дореволюционных времён в Туле был развит велосипедный спорт. Тульский велотрек был открыт в 1896 году. Здесь проводились первенства страны, крупные международные соревнования.
В городе работают спортивные школы вольной борьбы, самбо, кикбоксинга, бокса. В городе на протяжении 12-ти лет проводятся спартакиады среди общеобразовательных школ, учреждений среднего и высшего профессионального образования, в которых принимают участие более 90 учреждений. В 2012 году организовано и проведено 122 городских спортивных мероприятия по 31 виду спорта (первенства и чемпионаты, соревнования, посвящённые знаменательным датам и известным тренерам и спортсменам), в которых приняло участие более 17 тысяч человек.
В ноябре 2018 года в Зареченском районе города была открыта детская футбольная академия Дмитрия Аленичева, имеющая крытое футбольное поле и оснащённая необходимой инфраструктурой. В открытии спортивного объекта принял участие известный советский и российский футболист и тренер Дмитрий Аленичев, возглавлявший тульский футбольный клуб «Арсенал» в период с 2011 по 2015 год.
В городе базируются профессиональные клубы:
- Футбол: «Арсенал», выступает в Первой лиге.
- Волейбол: «Тулица», выступает в Суперлиге.
- Баскетбол: «Арсенал».
- Хоккей:
  - «Академия Михайлова», выступает в МХЛ,
  - ХК АКМ выступает в ВХЛ

## Средства массовой информации

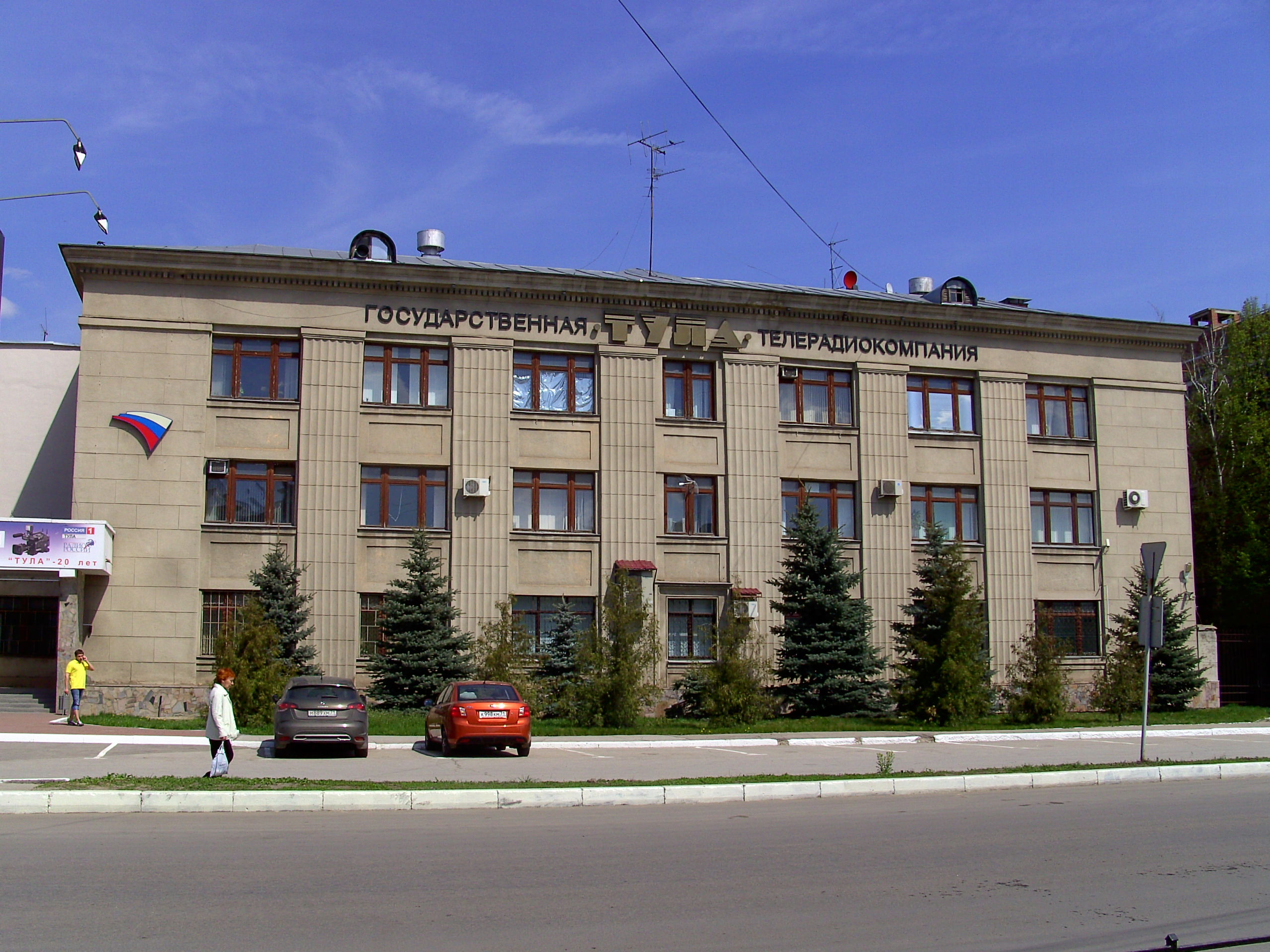
Здание ГТРК «Тула»

### Телевидение
Тульское телевидение было основано 9 ноября 1956 года. Согласно приказу министра связи РСФСР был организован Сталиногорский телевизионный центр.
Чуть позже была введена в строй передающая башня высотой 180 метров и радиорелейная линия Москва — Серпухов — Лаптево (ныне Ясногорск) — Сталиногорск (ныне Новомосковск), что позволило начать передачи одной радио- и телепрограммы. Это был 5-метровый канал, на котором и по сей день вещает первый Российский канал.
В 2013 году был создан телеканал «Первый Тульский» — круглосуточный региональный цифровой телеканал с центром вещания из Тулы. Телеканал вещает во всех кабельных сетях регионального центра.
Жители Тулы могут принимать 20 цифровых эфирных телеканалов с телебашни высотой 354 метра (введена в эксплуатацию в 1975 году). Трансляцию эфирных теле- и радиопрограмм в регионе обеспечивает Тульский областной радиотелевизионный передающий центр.
В Туле идёт вещание следующих эфирных цифровых телеканалов:
- 1 «Первый канал»
- 2 «Россия 1»
- 3 «Матч ТВ»
- 4 «НТВ»
- 5 «Пятый канал»
- 6 «Россия К»
- 7 «Россия 24»
- 8 «Карусель»
- 9 Общественное телевидение России / Первый Тульский
- 10 ТВ Центр
- 1 «Радио России»
- 2 радио «Маяк»
- 3 радио «Вести ФМ»

- 11 «РЕН ТВ»
- 12 «Спас (телеканал)»
- 13 «СТС»
- 14 «Домашний»
- 15 «ТВ 3»
- 16 «Пятница (телеканал)»
- 17 «Звезда (телеканал)»
- 18 «Мир (телерадиокомпания)»
- 19 ТНТ
- 20 Муз-ТВ

### Печатные издания
В настоящее время в Туле выпускается ряд печатных и электронных изданий, среди которых:
- «Молодой коммунар» — старейшая из ныне издающихся тульская областная независимая газета[132]. Была основана 5 декабря 1925 года. С апреля 2010 года действует сайт издания[133].
- «Московский комсомолец в Туле»[134] — общественно-политический региональный еженедельник. Включает различные рубрики. В Туле с 1997 года.
- «Слобода» — городская семейная газета[135]. Охватывает широкий круг тем: новости Тулы и области, культурная жизнь города, политика, спорт, потребительский спрос, история города, здоровье и образование. Первый чёрно-белый номер вышел 4 ноября 1994 года, в настоящее время находится в единственном экземпляре в частной коллекции. С 2001 года газета перешла на цветную печать. C 2003 по 2010 год газета получала премию Национальной тиражной службы «Тираж рекорд года». В 2006 году у газеты появился интернет-портал (Myslo.ru).
- «Тула» — тульская городская газета. Выходит по вторникам и четвергам с 1990 года. Изначально носила название «Тула вечерняя». Учреждена администрацией Тулы и Тульской городской думой.
- «Тульские известия» — общественно-политическая газета[136]. Была основана 2 января 1991 года как печатный орган областного совета народных депутатов. В 1993 году её учредителем стала администрация Тульской области, а с 2003 года и областная Дума.

### Радиостанции
- РТС-1 Радио России/ГТРК "Тула"
- РТС-2 Радио "Маяк"
- РТС-3 Вещание прекращено

- 225 Polskie Radio Jedynka

- 540  MR1 Kossuth Rádió (Solt,Венгрия 1000kW
- 603 Radio Antena Satelor (Бухарест,Румыния) 400 kW
- 630  Radio România Timișoara(Orțișoara,Румыния) 400 kW
- 684 Радио Радонеж (Санкт-Петербург) 10 kW
- 702, 1449 Голос Ирана(Киашар,Иран) 500 kW
- 738 Всемирная радиосеть(Москва) 20 kW (тест)
- 756 Radio România Actualități(Лугож,Румыния) 400 kW
- 855 Radio România Actualități(Бухарест,Румыния) 250 kW
- 873, 1494 Radio Moldova
- 909 Radio România Cluj (Клуж-Напока,Румыния) 200 kW
- 999 Радио России (Григориополь,Молдова) 1000 kW
- 1035 Семейное Радио Эли/Голос Надежды Тарту, Эстония
- 1053 Radio România Iași (Яссы,Румыния) 400 kW / Радио Мария Россия (СПб) 10 kW
- 1152 Radio România Actualități(Клуж-Напока,Румыния) 400 kW
- 1179 Radio România Actualități(Бакэу,Румыния) 200 kW
- 1278 Украинское Радио Курисовое, Одесса, Украина, 100 kW
- 1386 Радио Свобода Паневежис, Литва
- 1413 Вести-FM (Григориополь,Молдова) 500 kW
- 1548 Трансмировое Радио (Григориополь,Молдова) 500 kW

- 71.93 Радио Орфей

- 87.7 Хит FM Новомосковск
- 88.1 Радио Дача Новомосковск
- 89.2 Радио Гордость
- 90.2 Радио России / ГТРК Тула
- 90.7 Дорожное Радио
- 91.3 Радио Рекорд
- 91,7 Радио Пи FM
- 92,1 Радио Орфей
- 93.3 Радио Комсомольская Правда
- 100.5 Ретро FM
- 100.9 Вести FM
- 101.4 Радио ENERGY
- 101.9 Наше радио
- 102.3 Радио Ваня Богородицк
- 102.7 Юмор FM
- 103.0 Новое Радио Новомосковск
- 103.3 Милицейская волна
- 103.9 Радио Маяк
- 104.4 Авторадио + вещание на область
- 104.9 Европа Плюс
- 105.3 Русское радио / Топ FM
- 105.8 Love Radio + вещание на область / Тульский радиоканал
- 106.4 Радио Монте-Карло
- 106.6 Маруся FM" Новомосковск
- 106.9 Радио Дача
- 107.5 Радио Шансон
- 107.9 Авторадио Новомосковск

## Культура и искусство

### Архитектура

#### Исторический центр Тулы

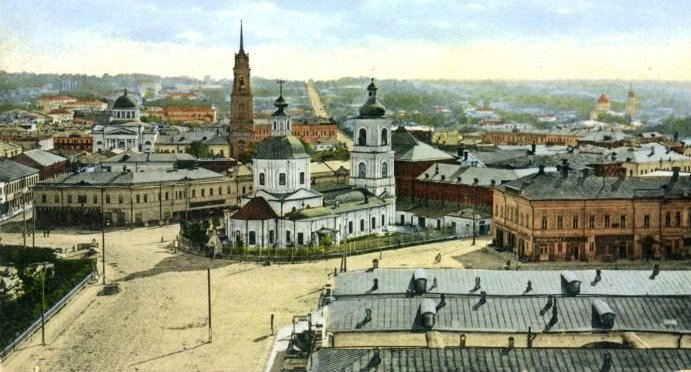
Западная часть исторического центра Тулы. В центре — Крестовоздиженская церковь (ныне Крестовоздвиженская площадь), на заднем плане слева — Спасо-Преображенский собор и колокольня (ныне фонтаны возле Белого дома), в правом нижнем углу — торговые ряды (ныне Сбербанк России)

Тула, как один из древнейших городов Руси, богата различными памятниками архитектуры. Одной из главных достопримечательностей является кремль XVI века, старейшая постройка в городе. В Средние века он был центром города, от которого в дальнейшем стал формироваться план застройки Тулы. Исторический центр города к началу XX века включал в себя невысокие 2-3 этажные жилые и торговые здания в границе современной улицы Советской от Зареченского до Чулковского моста. Помимо кремля в этой зоне располагался ряд храмово-религиозных сооружений, демонстрировавших культурно-художественные особенности архитектуры и живописи различных исторических эпох. Из них до наших дней сохранились Благовещенская церковь (1692), являющаяся старейшим после кремля сооружением в Туле, соборы кремля Успенский и Богоявленский (в котором располагаются фонды музея оружия), Успенский и Преображенский храмы бывшего Успенского монастыря, Покровская церковь и Староникитская церковь, которая в настоящее время заброшена.
В первой половине XIX века большой вклад в формирование архитектурного наследия Тулы был сделан по проектам архитектора В. Ф. Федосеева (Петропавловская церковь, колокольня Всехсвятской церкви, реконструкция Оружейного двора, дом Дворянского собрания). Весьма интересны памятники жилой архитектуры — особняки дворянских и купеческих фамилий: Ливенцовых, Лугининых, Баташовых, Добрыниных. Многие из них выполнены из дерева, или в смешанных конструкциях.
Начиная с 1920-х годов, исторический центр Тулы стал существенно изменяться в сторону своего постепенного исчезновения. Так, в 1921 году был закрыт Успенский монастырь, были уничтожены располагавшиеся в нём Знаменская церковь, колокольня, стены и башни, большинство монастырских корпусов, некрополь. Спасо-Преображенский храм в советское время использовался как склад, потом как здание морской школы, Успенский собор — как хранилище Государственного архива Тульской области. В 1930-е годы был уничтожен ещё ряд храмов исторического центра, среди которых храм Казанской иконы Божией Матери, Спасо-Преображенский собор, Крестовоздвиженская церковь, Троицкая церковь, храм в честь Сретения Господня, Николо-часовня и колокольня Успенского собора в Тульском кремле. В середине 1970-х годов был полностью снесён квартал в центре города, в границах современных улиц Советская, Ф. Энгельса, Менделеевской и Тургеневской, а на освободившемся месте появились площадь Ленина и Белый дом. Также множество исторических зданий было уничтожено в районе современной улицы Дзержинского, где в дальнейшем появились современные здания, не вписывающиеся в общую стилистику центра. Существовавшая набережная в районе обводного канала реки Упы на севере от кремля была заброшена, её территория отошла к оружейному заводу и постепенно превратилась в свалку промышленных отходов.
Начиная с 1990-х годов, появлялось множество планов и идей по поводу восстановления исторического центра Тулы, ни один из которых не был приведён в жизнь. В настоящий момент наиболее значительным этапом преображения центра города является полная реставрация кремля, проведённая в 2010—2014 годах, восстановление колокольни Успенского собора в кремле (2012—2014) и набережной реки Упы (2012—2018).
Летом 2017 году стартовал проект «Тульская набережная». Он предусматривает создание в историческом центре Тулы благоустроенной зоны отдыха на берегу старого русла Упы вдоль Тульского кремля и прилегающих к нему улицы Металлистов, Крестовоздвиженской площади и сквера имени Мосина. На примыкающих к набережной улицах отреставрируют фасады зданий. На фактически заброшенных территориях между улицей Металлистов и рекой будет создана туристическая инфраструктура: кафе и рестораны, музеи и галереи. В летнее время на набережной будет действовать развлекательная зона с детскими и спортивно-игровыми площадками, кафе, открытым кинотеатром, а в зимний период в русле реки будет функционировать каток. Проект реализуется на условиях государственно-частного партнёрства. Предполагается, что объём инвестиций составит около 10 млрд рублей.
Открытие набережной на берегу старого русла Упы и улицы Металлистов состоялось осенью 2018 года. С ходом дальнейших работ по благоустройству исторического центра города, посетив Тулу в июле 2019 года, ознакомился премьер-министр России Дмитрий Медведев. Осенью 2020 года, в соответствии с программой подготовки к празднованию 500-летия Тульского кремля, после завершения комплекса работ по восстановлению и приспособлению исторических зданий под учреждения культуры и отдыха и реконструкции близлежащих территорий, открылся Музейный квартал, где расположились филиалы федеральных музеев: «Ясной Поляны», «Куликова поля», усадьбы Поленова, Государственного исторического музея и другие выставочные пространства.

#### Культовые сооружения
Абсолютное большинство культовых сооружений Тулы представлено православными храмами различных архитектурных стилей. Старейшей храмовой постройкой города является Благовещенская церковь, единственный в Туле памятник архитектуры XVII века, представляющий собой типичный пример небольшого пятиглавого храма «московского» типа в стиле русского узорочья.
Одним из ярких примеров русского барокко в городе является Успенский собор и колокольня (1762—1764) в Тульском кремле. Также к этому стилю относится Вознесенский храм в Заречье, а Николо-Зарецкий храм, основанный Акинфием Демидовым, выполнен в петровском барокко. Также элементы барокко присутствуют в архитектуре храма Святых Флора и Лавра, построенного на рубеже перехода в классицизму.
Наиболее ярким примером русского классицизма в Туле является Всехсвятский кафедральный собор (1776—1800).
Русская псевдоготика в Туле представлена католическим храмом Святых Апостолов Петра и Павла, памятником архитектуры XIX века.

#### Тульский кремль
Тульский кремль — единственный дошедший до наших дней памятник XVI века (1514—1520), длительное время предоставлявший надёжную защиту от набегов кочевников. Кремль имеет 9 башен, четыре из них с воротами: Спасская, Одоевская, Никитская, Ивановская, Башня Ивановских ворот, На погребу, Водяных ворот, Наугольная и Пятницкая.
Кремль — это «город в городе». В крепости жило почти всё население, как военное, так и гражданское. Согласно писцовым книгам 1625 и 1685 годов, в конце XVII века в Тульском кремле было 107 дворов и 197 жителей. Первая улица Тулы находилась в кремле и называлась Большой Кремлёвской.
На территории кремля находятся два собора: Успенский собор, в стиле барокко, построенный в 1766 году, и Богоявленский собор, построенный в 1855—1862 годах в память о воинах-туляках, погибших в Отечественной войне 1812 года. В настоящее время в Богоявленском соборе размещается Государственный музей оружия.
С 2012 по 2014 год в кремле была реконструирована колокольня Успенского собора, разрушенная в 1930-е годы.
В 2016 году президентом РФ Владимиром Путиным подписан Указ о праздновании 500-летия Тульского кремля.

### Музеи
В Туле располагается ряд крупных музеев, существующих в городе уже многие десятилетия. Наиболее популярными у публики являются следующие:
- Тульский государственный музей оружия — один из старейших в стране, внесён в книгу «100 музеев мира». Началом сбора образцов оружия стал указ Петра I, а в декабре 1775 года Екатерина II распорядилась на Тульском оружейном заводе создать Палату редкого и образцового оружия.
- Музей «Тульские самовары» — открыт в 1990 году в двухэтажном здании, построенном в 1910—1911 годах архитектором В. Н. Сироткиным на Менделеевской улице вблизи стен Тульского кремля. Основной для экспозиции музея стала большая коллекция образцов самоваров XVIII—XX веков, собранная за многие годы музейным объединением Тульский областной историко-архитектурный и литературный музей, филиалом которого стал и Музей самоваров.
- Музей «Тульский пряник» — образовался в 1996 году в бывших флигелях оружейников и самоварщиков братьев Лялиных. Музейными экспонатами являются разнообразные пряничные доски различной формы, многие из которых ранее принадлежали знаменитым кондитерам Серикову и Козлову, пряничные упаковки, фотографии и предметы быта тульских пряничников, а также сами пряники, среди которых самый маленький и самый большой в России.
- Мемориальный музей Н. И. Белобородова — создателя хроматической гармоники. В музее находится его первая хроматическая гармонь, постоянно проводятся выставки, музыкальные вечера. Среди музейных экспонатов — продукция фирмы «Мелодия», информация об известных конструкторах баянов и гармоник.
- Тульский областной художественный музей — один из крупных областных музеев России. В коллекции древнерусского искусства — иконы XVI—XX веков, металлопластика, шитьё и другие виды прикладного искусства. Большую художественную значимость представляют произведения выдающихся мастеров Италии, Голландии, Франции, Германии.
- Филиал музея-усадьбы Льва Николаевича Толстого[140].
- Дом-музей В. В. Вересаева — единственный в России музей, посвящённый жизни и творчеству В. В. Вересаева — тульского врача, русского, советского писателя, пушкиниста, переводчика и литературоведа.
- Музей П. Н. Крылова — открыт 19 сентября 1997 года. Коллекция произведений живописи и графики отражает разные этапы творческого пути народного художника СССР, почётного гражданина Тулы, лауреата Ленинской и Государственных премий СССР, действительного члена Академии художеств СССР. В 2013 году музей П. Н. Крылова стал филиалом ГУК ТО "Объединение «Историко-краеведческий и художественный музей»[141].
- Тульский областной краеведческий музей
- Музей «Старая Тульская аптека»
- Музейно-выставочный центр «Тульские древности»
- Музей «Гармони Деда Филимона»
- Историко-мемориальный музей Демидовых
- Музейно-выставочный комплекс «Тульский резной наличник» и интерактивное пространство «Плотницкая слобода» — открыты в октябре 2017 года на базе Центра развития культуры в рамках всероссийской конференции по развитию малых городов[142]
- Музей станка — открылся весной 2018 года на территории акустического завода «Октава» в рамках уникального[143] проекта творческого индустриального кластера, организованного Ростехом. Музей станка является первым в России, создан с применением уникальных[144] методов на стыке музейных и инновационных технологий. На тысяче квадратных метров представлена экспозиция, включающая различные станки, оборудование отечественного и зарубежного производства, а также мультимедийные объекты, рассказывающие об истории страны через промышленные достижения[145].
- Археологический музей — открыт в апреле 2019 года на территории Тульского кремля в рамках Всероссийского форума «Кремли России и их роль в истории Российского государства». В экспозиции музея, стилизованного под археологические раскопки, представлены артефакты из культурного слоя Тульского кремля и прилегающей к нему территории в исторической части города[146]

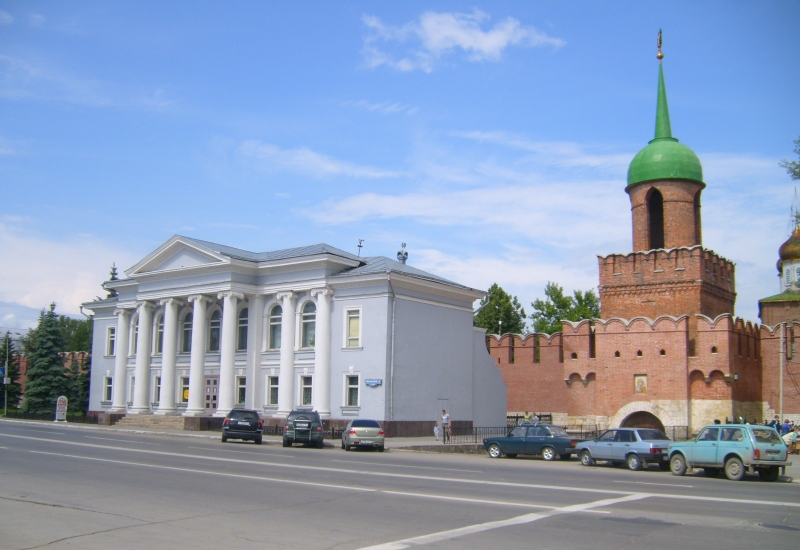
Музей самоваров
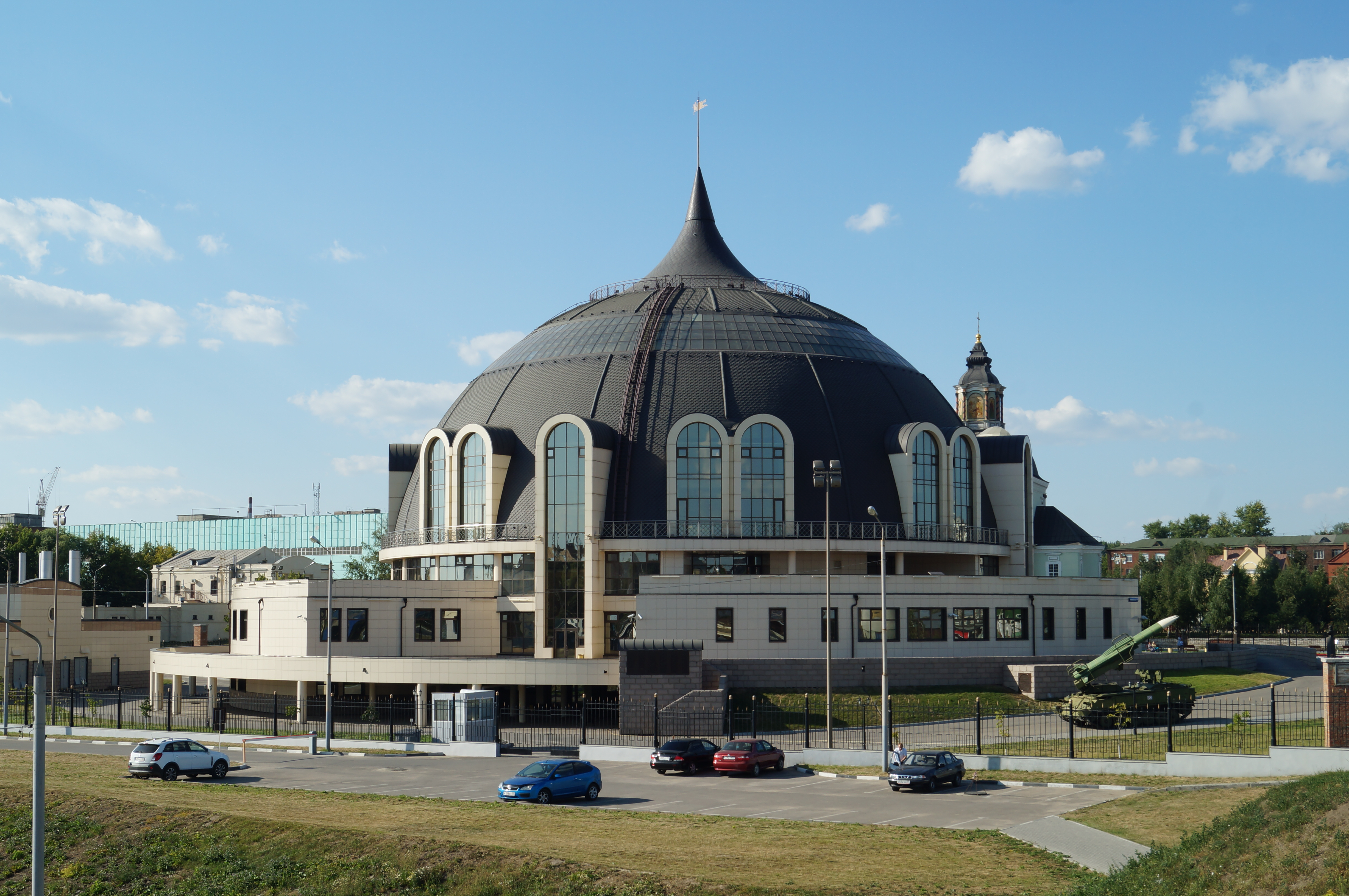
Музей оружия
Музей «Тульский пряник»
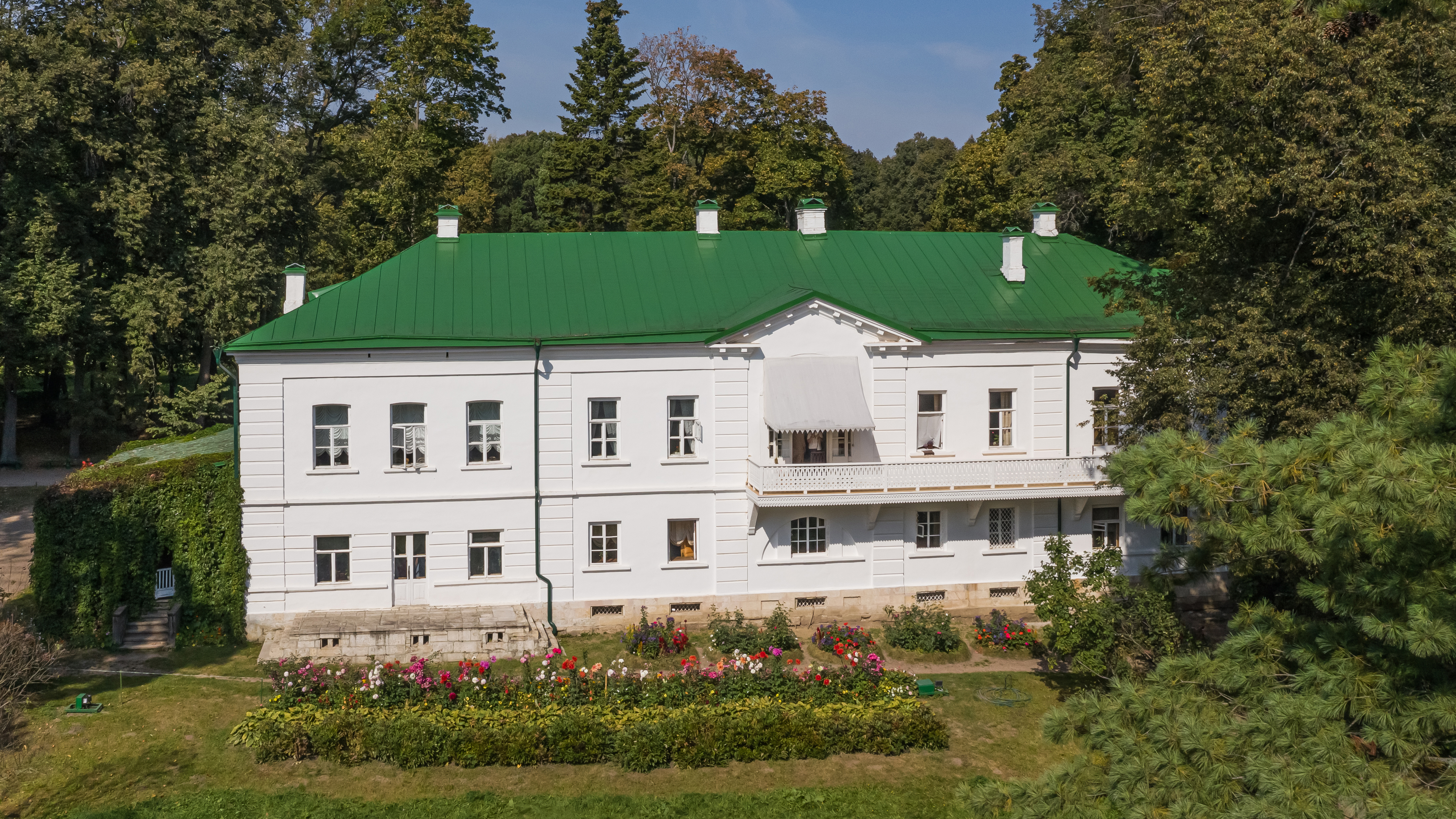
Дом Л.Н. Толстого в Ясной Поляне

### Театры, цирк и филармония
Главной театральной площадкой Тулы является Тульский государственный академический театр драмы имени М. Горького, один из старейших в России драматических театров. Театр был создан в 1777 году по случаю введения Тулы в ранг губернского центра, а год спустя его посетила императрица Екатерина II. В 1970 году было построено новое здание театра по проекту архитекторов А. Красильникова, А. Попова и В. Шульрихтера, в котором он располагается до сих пор. В 1995 году театру присвоено звание «Академический».

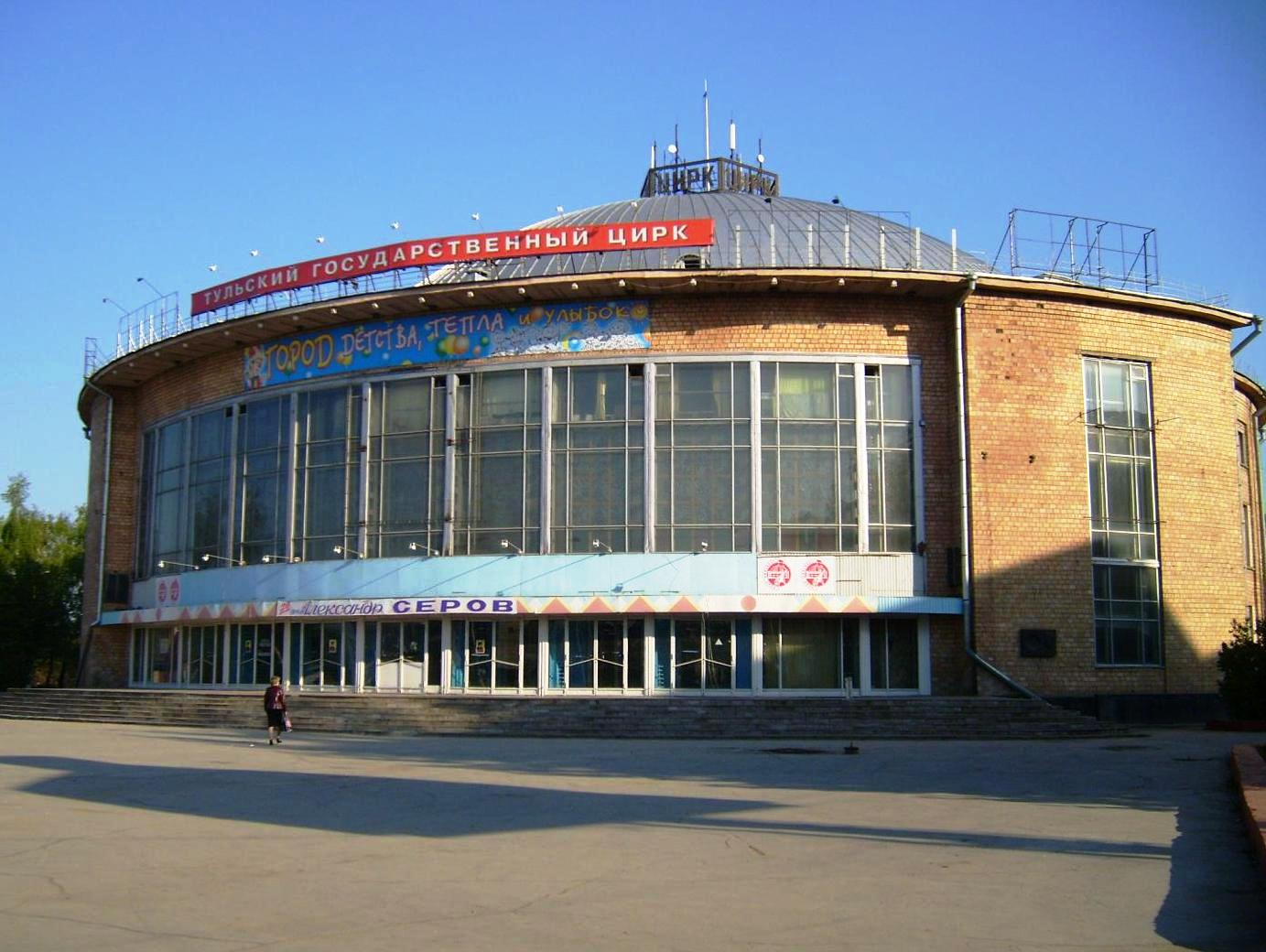
Тульский цирк

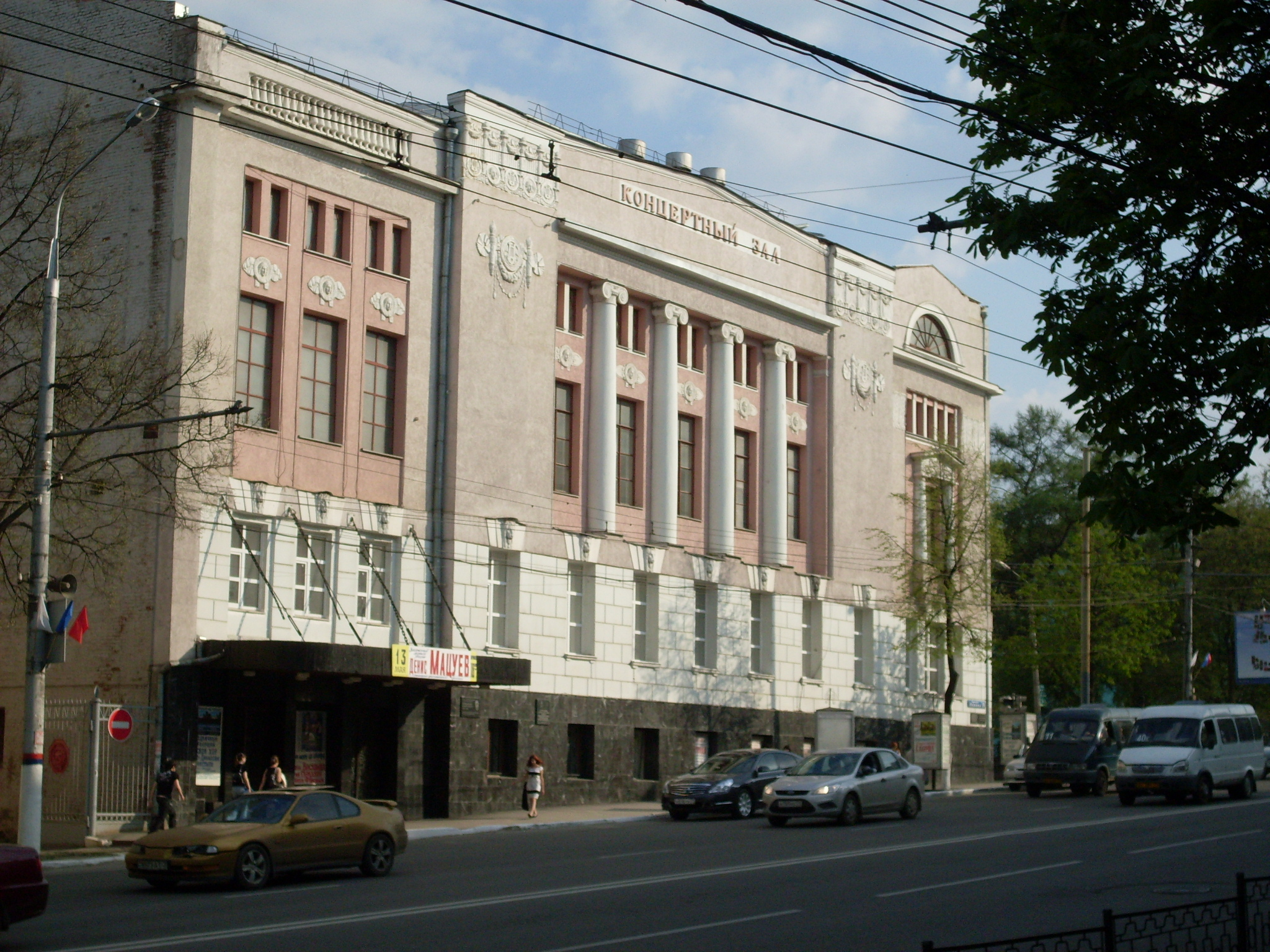
Тульская областная филармония

В число других популярных театров города входят:
- Тульский областной театр юного зрителя — основан в 1931 году.
- Тульский государственный театр кукол — основан в 1937 году и является неоднократным дипломантом и лауреатом российских и международных фестивалей.
- Муниципальный театр «Эрмитаж» — единственный в Туле муниципальный театр. Носил название Муниципальный театр «У Толстовской заставы».
- Тульский камерный драматический театр — самый молодой театр в Туле, созданный в марте 2005 года.
- Театр моды «Контур» — театр моды и костюма, основанный в конце 1980-х годов под руководством Сухова Валерия Викторовича.

В Туле располагается один из старейших цирков России — Тульский государственный цирк. Современное здание цирка было построено в 1962 году по проекту архитектора Б. Д. Васильева и вмещает в себя 2 тысячи человек. Уже на следующий год после открытия на арене цирка была выпущена премьерная программа «Цирк на льду», а в 1963 году стартовало представление «Тула — Париж», которое во Франции было удостоено приза Парижской Академии наук. Предусмотрена возможность создания на арене ледяного катка для цирка на льду. Тульский цирк является одним из постановочных баз для московских цирков и зарубежных гастролей. Многие знаменитые цирковые артисты, такие как Олег Попов, Юрий Никулин, Вальтер и Мстислав Запашные, Эмиль и Игорь Кио, выступали на тульской арене.
Помимо этого в городе находится Тульская областная филармония, одна из старейших в России. Здание, в котором она располагается, является памятником архитектуры начала XX века, построено по проекту известного московского архитектора И. А. Иванова-Шица, который применил наиболее модную в то время архитектурную форму эклектики — сочетал приёмы неоклассицизма и модерна. Сегодня в Тульской областной филармонии работают 16 коллективов и 20 исполнителей-солистов, в её составе — оперная студия и Детская филармония. В 2014 году на баланс филармонии было передано здание Дворянского собрания, где планируется разместить вторую концертную площадку для проведения торжественных мероприятий, балов, концертов, выпускных вечеров.

### Кинотеатры
В Туле работают 5 кинотеатров, 3 xD-аттракциона. Во всех тульских кинотеатрах установлено современное оборудование для показа 3D-фильмов: в кинотеатрах «Октябрь», двухзальном «Синема Стар», шестизальном «Киносити», восьмизальном «Синема парк» с технологией IMAX и RealD 3D, однозальном «ДКЖ кино», который специализируется на показе фестивального артхаусного кино. Ежегодно 7 ноября в кинотеатре «Олбани» (перестал существовать) проводилась церемония награждения международного независимого кинофестиваля короткометражных фильмов «Шорты».

### Библиотеки
В 1979 году с целью улучшения качества и расширения библиотечного обслуживания читателей по всей стране начал действовать процесс централизации. Постановлением Тульского горисполкома в Туле осуществлена централизация городских массовых библиотек в единую структуру — Тульскую централизованную библиотечную систему. Центральная городская библиотека им. Л. Н. Толстого (ул. Болдина, д. 149/10) стала главной библиотекой данной системы.
Огромную роль в устройстве и развитии библиотечной системы в Туле сыграли видные специалисты библиотечного дела: Макарова Н. А., Буянова Н. В., Андросова С. М., Зарудская И. К., Хохлова Т. И., Липатова Э. А., Синицына Г. Н., Пьянова Н. Н., Чурьянова Р. П., Исаева А. И., Вайцеховская И. А. и Чичерина З. М. В настоящее время библиотечная система Тулы объединяет 17 муниципальных библиотек, в том числе Библиотечно-информационный комплекс, 4 модельные библиотеки и 4 именные, в которых работают 164 квалифицированных библиотечных специалиста. На сегодняшний день все библиотеки Тулы укомплектованы компьютерной техникой с выходом в Интернет. Ежегодно в библиотеках города проводится более тысячи массовых мероприятий на различные тематики для пользователей всех возрастов.

### Дома культуры
В юрисдикции Управления культуры администрации города Тулы находятся пять домов культуры: Центр культуры и досуга, Городской концертный зал, «Косогорец», «Хомяково» и «Южный». На их базе функционируют многие культурно-досуговые формирования, которые дают возможность всем желающим найти занятие по своему интересу: танцевальные, музыкальные, театральные, литературные, спортивные и лингвистические. В последнее время их помещения часто сдаются в аренду для проведения корпоративных вечеров, юбилеев, выпускных балов, дискотек, а также профессиональных праздников, театрализованных и игровых детских праздников.

### Парки и скверы

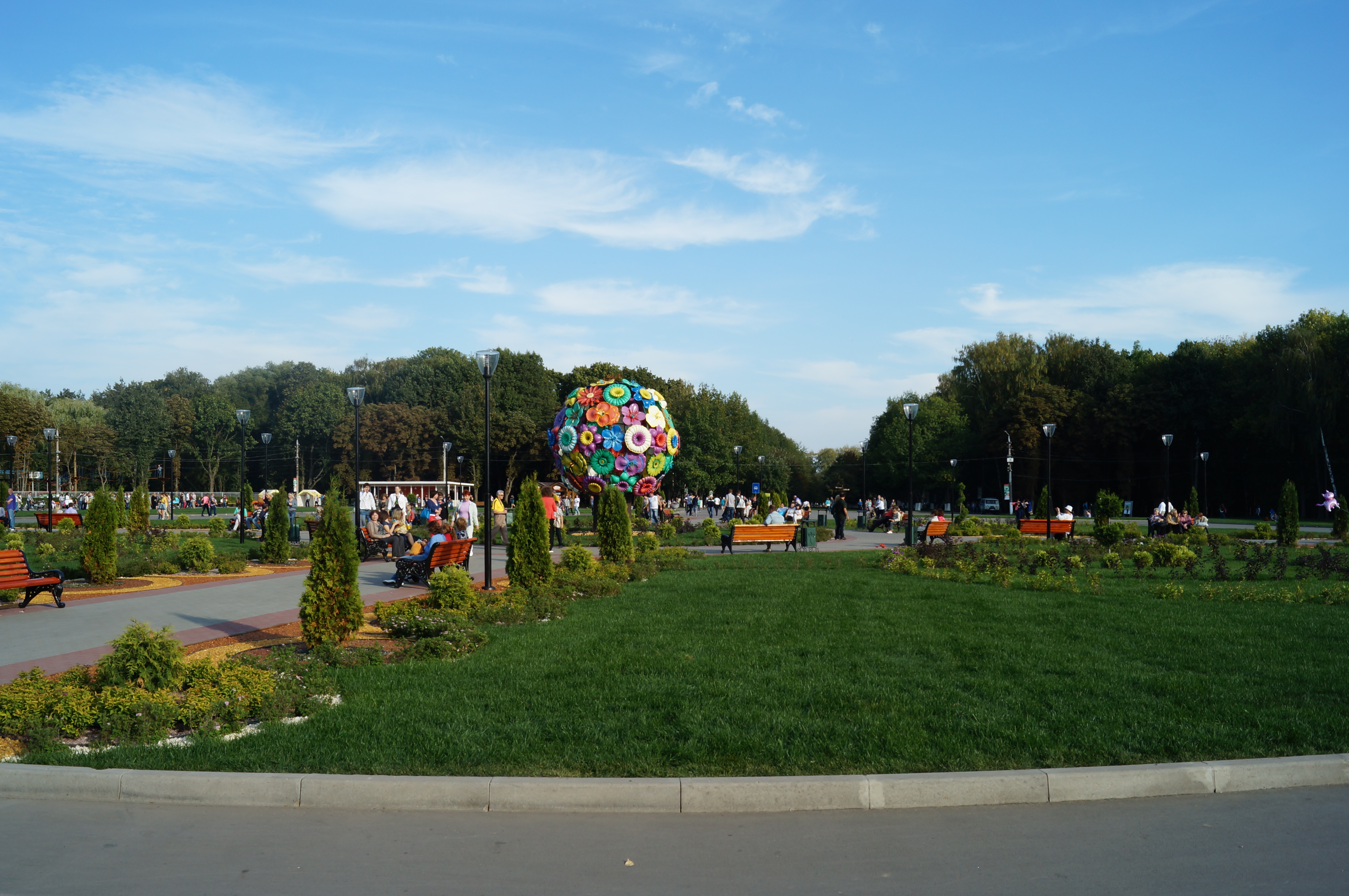
Центральный парк культуры и отдыха им. П. П. Белоусова

Крупнейшим парком Тулы является Центральный парк культуры и отдыха им. П. П. Белоусова, памятник природы регионального значения и объект общенационального достояния. В настоящее время территория парка занимает 143 гектара. Из них 97 гектаров занимает лесной массив, 11 гектаров — каскад трёх прудов и 35 гектаров — рекреационная зона.
Помимо этого в Туле располагаются следующие парки:
- Комсомольский парк, рукотворный памятник природы, 4 июля 2009 года отметивший 102-летие со дня своего создания, памятник природы регионального значения. На сегодня его площадь составляет 26,3 гектара. «Визитной карточкой» Комсомольского парка культуры и отдыха является памятник командующему крейсера «Варяг» В. Ф. Рудневу.
- Парк культуры и отдыха Пролетарского района, имеющий статус памятника природы местного значения. Площадь парка 34,1 га. На территории парка расположены база проката лыж, игровой зал настольного тенниса, детская игровая площадка. Зелёный массив парка — это «лёгкие» Пролетарского района.
- Рогожинский парк (Парк им. 250-летия Тульского оружейного завода).

Скверы Тулы: Кремлёвский сквер, Пушкинский сквер, Могилёвский сквер (возле ТГПУ им. Л.Толстого), Кировский сквер (Детский парк Пролетарского района), Театральный сквер (возле Театра драмы), Щегловский сквер (возле Щегловского монастыря), Толстовский сквер (возле памятника Л.Толстого), Сквер Тулякам Героям (Рядом с ЗАГС и Дворцом Бракосочетания на пр-те Ленина), сквер Коммунаров (возле Университета МВД), сквер на улице Кауля, сквер на улице Д. Ульянова (возле ДК Железнодорожников), сквер героям-афганцам (возле ТД Фролов).
Прочие лесные массивы:
- Баташевский сад
- Платоновский лес

### Зоопарки
В 1987 году в Туле появился первый зоопарк — Тульский экзотариум, коллекция которого на тот момент состояла из 120 видов животных (рыбы, амфибии, рептилии и проч.) В настоящий момент он является базовой лабораторией Зоологического института РАН, культурно-просветительный, учебно-воспитательный, научно-исследовательский, природоохранный центр. В нём собрана крупнейшая в мире коллекция змей, насчитывающая более 524 видов и подвидов. По общему количеству видов животных тульский зоопарк занимает прочное второе место среди зоопарков России.
4 июля 1976 года на территории Центрального парка культуры и отдыха им. П. П. Белоусова открылся минизоопарк — Тульский зооуголок. Вместе с парком он образует единую особо охраняемую природную зону площадью 143 гектара. В зооуголке обитают 285 животных: 37 видов птиц и 8 видов зверей.
В 2013 году в Туле появился первый контактный «Трогательный зоопарк». В зоопарке представлено лишь несколько видов животных: цыплята, кролики, морские свинки, мини-пиги, белки, носухи, шиншиллы, дегу и попугаи, но уже в самое ближайшее время в зоопарке появятся муравьиная ферма, лемур и африканские ёжики. Маленьких обитателей зоопарка можно не только покормить, но и потрогать, погладить и даже взять на руки.

### Фестивали и праздники
Главным праздником Тулы является День города, который ежегодно проводится каждую вторую субботу сентября. Помимо этого, в городе проходит ряд фестивалей, среди которых наиболее крупным является фестиваль творческих коллективов и исполнителей «Отлично, Тула!». Он учреждён администрацией города Тулы и проводится в целях сохранения и развития потенциала творческой молодёжи, возрождения, укрепления, создания новых российских и тульских традиций, и направлен на поддержку юных участников, совершенствование педагогического мастерства их руководителей, популяризацию различных видов искусства, расширение культурного общения среди исполнителей и руководителей.
Не менее значимым является «Шорты», основанный в 2010 году с целью дать возможность молодым режиссёрам, операторам, сценаристам и актёрам заявить о себе, показать свои творческие проекты большому числу зрителей, а также повысить интерес аудитории к короткометражному кино в России.
Другим крупным фестивалем является «Тула Православная», учреждённый в 2010 году Тульской епархией Русской православной церкви и Управлением культуры администрации города Тулы. Участниками данного фестиваля являются хоровые коллективы и вокальные ансамбли ДМШ, ДШИ, общеобразовательных школ, ДК, воскресных школ, ССУЗов, вузов академического направления, хоры приходов Русской православной церкви.
Также с 2010 года в городе проходит Международный фестиваль уличных театров под открытым небом «Театральный дворик». Учредителем фестиваля является администрация города Тулы в лице главы администрации города Тулы, а непосредственным организатором фестиваля является муниципальное учреждение культуры Тульский муниципальный театр «Эрмитаж». Участниками фестиваля являются профессиональные государственные и негосударственные творческие коллективы из России и зарубежных стран. Фестиваль проводится в дни летних школьных каникул, и предпочтение отдаётся спектаклям для детей. Выступления сопровождаются мастер-классами, обучающими программами и семинарами, благотворительными акциями в детских домах, интернатах. Основная его функция — образовательная, просветительская, благотворительная.
С 2016 года в Тульском кремле проходит фестиваль «День пряника». Центральная площадка фестиваля — ярмарка пряничного искусства, с мастер-классами по росписи пряников. В Тулу приезжают производители пряников со всей страны, гости могут ознакомиться с традициями чаепития разных эпох. В «День пряника» гости могут посетить интерактивные площадки, выступления фольклорного ансамбля, чемпионат по скоростному кипячению самовара. Организатор фестиваля — Министерство культуры Тульской области. «День пряника» входит в ТОП-200 лучших событийных проектов России, ему присвоено звание «Национального события 2018 года». Третий межрегиональный фестиваль состоится в августе 2018 года. По результатам отбора из более 1500 заявок 70 регионов России фестиваль «День пряника» вновь занесён в Национальный календарь событий, уже 2019 года.

### Монументальная скульптура
В Туле много разнообразных памятников, посвящённых выдающимся деятелям и событиям. Поскольку Тула всегда была городом, славившимся своим оружием, здесь находится множество памятников, посвящённых тульским умельцам, а также участникам и событиям Великой Отечественной войны.
|                |                      |                  |                       |                      |
| Памятник Левше | Памятник С.И. Мосину | Памятник Петру I | Памятник В.Ф. Рудневу | Памятник Н. Демидову |

## Люди, связанные с Тулой
Подробнее: Категория:Персоналии:Тула и Почётные граждане Тулы
Тула — родина целого ряда известных людей различных сфер деятельности.
В литературной сфере наиболее важное место занимает проживавший в Ясной Поляне Лев Толстой, который активно участвовал в общественной жизни города, в частности, присутствовал на судебных заседаниях, при постановке собственных пьес встречался с писателями на территории города. В Туле с декабря 1866 года по октябрь 1867 года служил председателем казённой палаты великий русский писатель Михаил Евграфович Салтыков-Щедрин. Сохранился дом, где располагалась палата, на проспекте Ленина, 43. Также с Тулой связано имя советского писателя и литературоведа Викентия Вересаева, лауреата Пушкинской и Сталинской премий. Тула является родиной Глеба Успенского, автора серии очерков «Нравы Растеряевой улицы» (1866). Книга описывает жизнь «бедного люда» в «городе Т.». Прототипом вымышленной Растеряевой улицы послужила реально существующая по сей день улица Староникитская. В 2015 году на этой улице был открыт памятник писателю.
В Тульской областной филармонии начал трудовую деятельность Вилли Токарев. Он был контрабасистом молодёжного джаз-оркестра под руководством знаменитого дирижёра Анатолия Кролла.
В театральной и кинематографической сфере Тула известна именами таких советских и российских актёров, как Всеволод Санаев, Вячеслав Невинный, Ирина Скобцева и Владимир Машков. Уроженкой Тулы также была актриса и театральный педагог Мария Успенская, одна из немногих русских актрис, номинировавшихся на премию «Оскар».
Тула, которая на протяжении многих веков была центром оружейного дела в России, прославлена и именами своих оружейников, среди которых Никита Демидов, Сергей Мосин, Фёдор Токарев, Николай Макаров, Вячеслав Силин, Игорь Стечкин, Василий Грязев и Аркадий Шипунов.

## Города-побратимы
Тула является городом-побратимом следующих городов:
- Словакия: Банска-Бистрица
- Грузия: Кутаиси
- Беларусь: Могилёв
- США: Олбани (штат Нью-Йорк)[179]
- Германия: Филлинген-Швеннинген
- Колумбия: Барранкилья (с 7 декабря 2012)[180]
- / Россия/Украина[181]: Керчь[182]